# Список населених пунктів світу, назва яких пов'язана з Україною

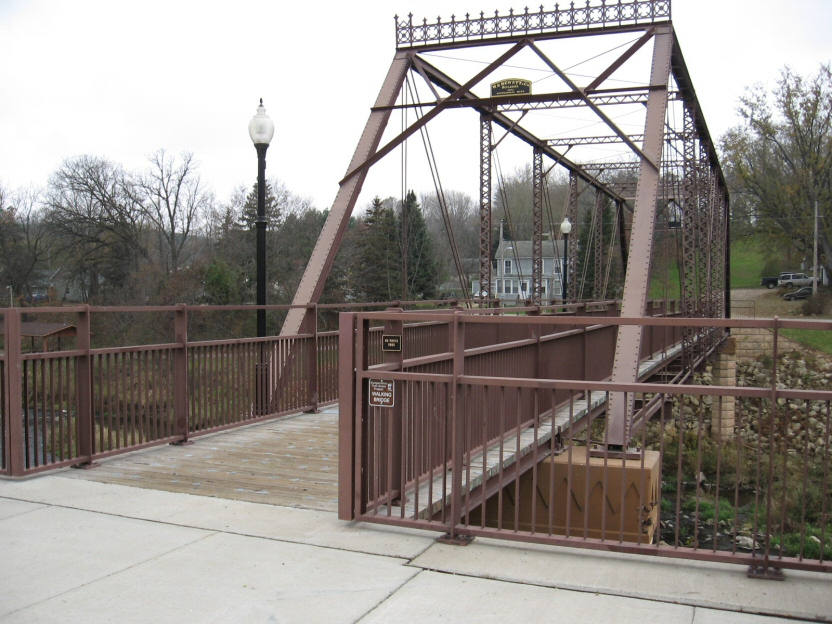
Міст на Волнат стріт у місті Мазепа (Міннесота) включено в Національний реєстр історичних місць США

До списку включено населені пункти країн світу, крім України, назви яких пов'язані з Україною та її особистостями. Назва населеного пункту походить від назви міста в Україні і надана саме на честь українського міста або села, на честь українця або виразу українською мовою.
Виникнення українських назв у населених пунктів світу викликано різноманітними історичними обставинами. Знаходячись у Російській імперії, переміщені українці, зокрема козаки, переселені на Кубань, називали свої поселення за містами та селами в Україні. За часу СРСР іменами українських радянських діячів називали міста в Росії. В західних країнах існування назв українського походження було спричинено еміграцією з України, коли українці засновували села та міста на честь історичної батьківщини. Також велику кількість населених пунктів в англомовних країнах названо на честь міст, де було здобуто перемоги союзників під час Кримської війни (Севастополь, Балаклава, Інкерман).

## Австралія

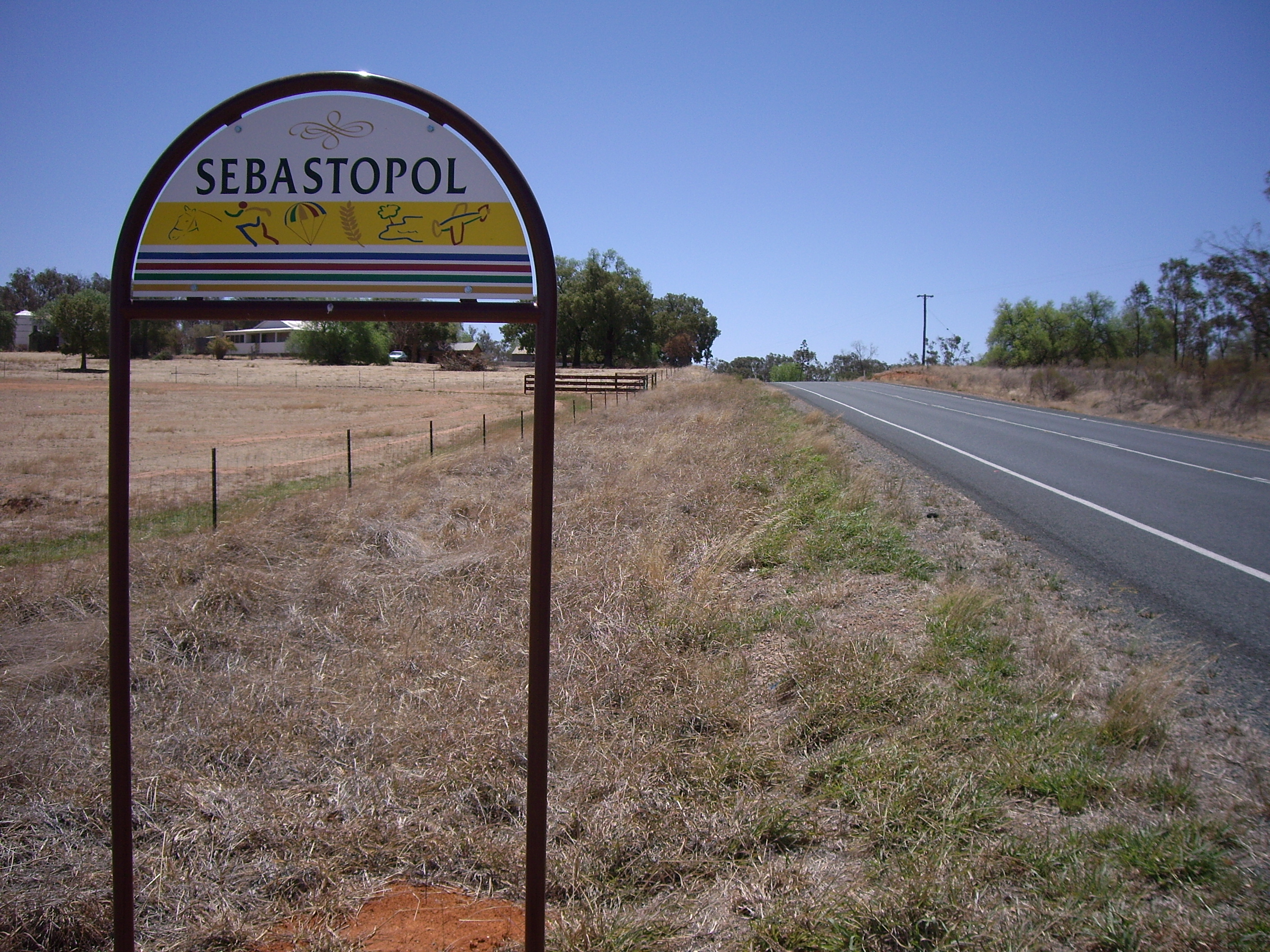
Себастопол (Новий Південний Уельс)

| Населений пункт                                | Зв'язок з Україною | Координати                                                                |
| ---------------------------------------------- | ------------------ | ------------------------------------------------------------------------- |
| Альма, Вікторія (Alma)                         | Альма              | 37°1′38″ пд. ш. 143°40′40″ сх. д. / 37.02722° пд. ш. 143.67778° сх. д.    |
| Балаклава, Новий Південний Уельс (Balaclava)   | Балаклава          | 32°29′00″ пд. ш. 141°25′00″ сх. д. / 32.48333° пд. ш. 141.41667° сх. д.   |
| Балаклава, Південна Австралія (Balaklava)      | Балаклава          | 34°08′00″ пд. ш. 138°25′00″ сх. д. / 34.13333° пд. ш. 138.41667° сх. д.   |
| Інкерман, Квінсленд (Inkerman)                 | Інкерман           | 19°42′7.2″ пд. ш. 147°26′24″ сх. д. / 19.702000° пд. ш. 147.44000° сх. д. |
| Себастопол, Новий Південний Уельс (Sebastopol) | Севастополь        | 34°34′48″ пд. ш. 147°31′3″ сх. д. / 34.58000° пд. ш. 147.51750° сх. д.    |

## Азербайджан
| Населений пункт                                                        | Зв'язок з Україною | Координати                                                            |
| ---------------------------------------------------------------------- | ------------------ | --------------------------------------------------------------------- |
| Украінскіє Отруба, колишня назва села Абіл (Ukrainskiye Otruba / Əbil) | Україна            | 39°56′00″ пн. ш. 48°33′00″ сх. д. / 39.93333° пн. ш. 48.55000° сх. д. |

## Бразилія
| Населений пункт          | Зв'язок з Україною | Координати                                                            |
| ------------------------ | ------------------ | --------------------------------------------------------------------- |
| Нова Одеса (Nova Odessa) | Одеса              | 22°46′39″ пд. ш. 47°17′45″ зх. д. / 22.77750° пд. ш. 47.29583° зх. д. |

## Велика Британія
| Населений пункт                                             | Зв'язок з Україною | Координати                                                                  |
| ----------------------------------------------------------- | ------------------ | --------------------------------------------------------------------------- |
| Інкерман, Дарем, село існувало до 1940 року (Inkerman)      | Інкерман           | 54°45′14.4″ пн. ш. 1°49′40.8″ зх. д. / 54.754000° пн. ш. 1.828000° зх. д.   |
| Інкерман, Ренфрюшир, село існувало до 1940 років (Inkerman) | Інкерман           | 55°51′16.99″ пн. ш. 4°27′38.7″ зх. д. / 55.8547194° пн. ш. 4.460750° зх. д. |
| Себастопол, Торван (Sebastopol)                             | Севастополь        | 51°40′44.4″ пн. ш. 3°1′30″ зх. д. / 51.679000° пн. ш. 3.02500° зх. д.       |

## Казахстан

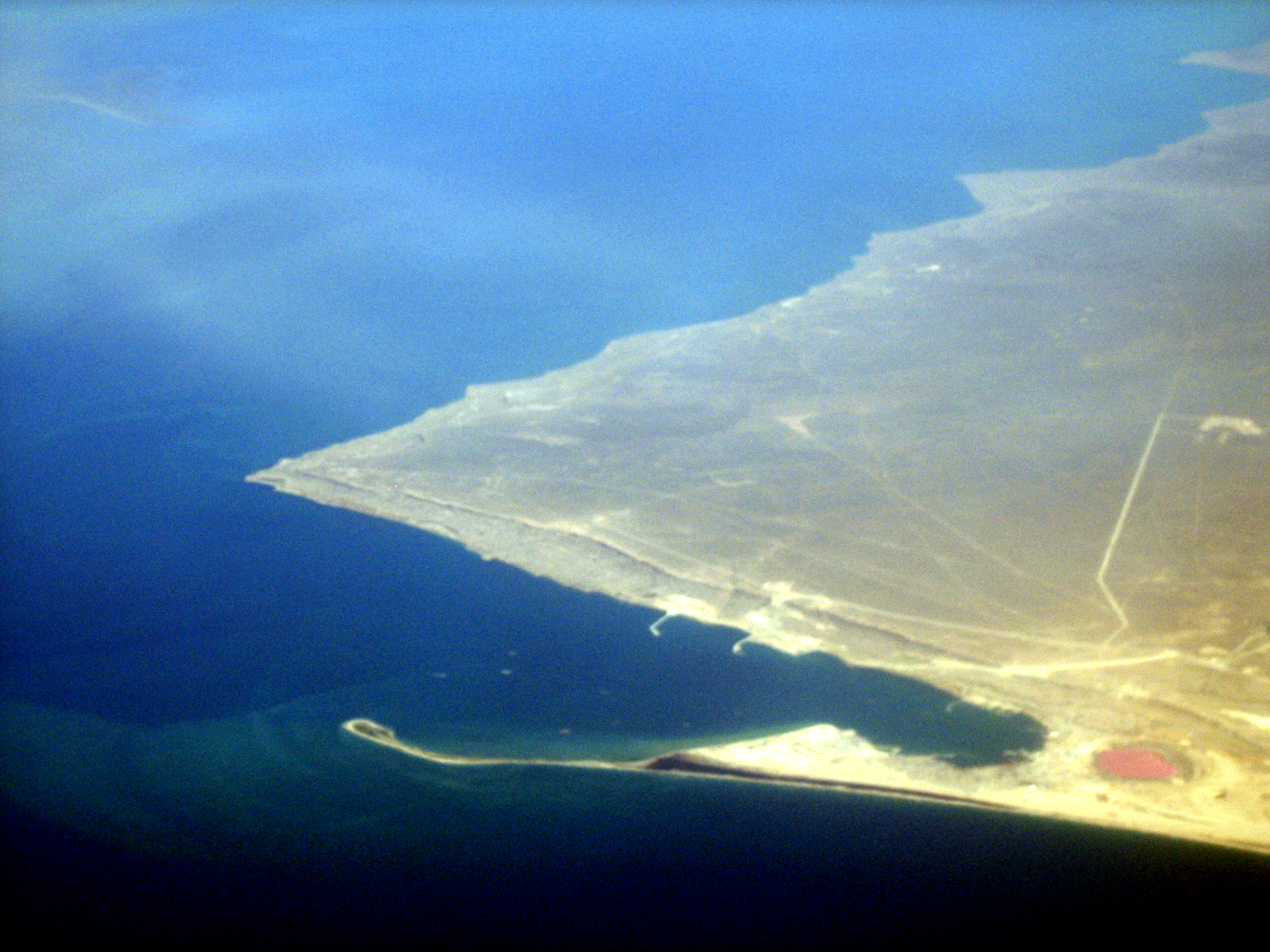
Форт-Шевченко

| Населений пункт                                                                                     | Зв'язок з Україною          | Координати                                                            |
| --------------------------------------------------------------------------------------------------- | --------------------------- | --------------------------------------------------------------------- |
| Грабове, колишня назва (до 1997 року) села Косагаш, Павлодарська область, Іртиський район (Қосағаш) | Грабове (Шахтарський район) | 53°6′48″ пн. ш. 74°52′21″ сх. д. / 53.11333° пн. ш. 74.87250° сх. д.  |
| Київка, колишня назва (до 2017 року) селища Нура, Карагандинська область, Нуринський район (Киевка) | Київ                        | 50°15′43″ пн. ш. 71°33′5″ сх. д. / 50.26194° пн. ш. 71.55139° сх. д.  |
| Новоукраїнка, Північноказахстанська область, Айиртауський район (Новоукраинка)                      | Україна                     | 53°18′54″ пн. ш. 67°58′47″ сх. д. / 53.31500° пн. ш. 67.97972° сх. д. |
| Новоукраїнка, Північноказахстанська область, Мамлютський район (Новоукраинка)                       | Україна                     | 54°56′40″ пн. ш. 68°8′53″ сх. д. / 54.94444° пн. ш. 68.14806° сх. д.  |
| Полтавське, Акмолинська область, Єгіндикольський район (Полтавское)                                 | Полтава                     | 51°6′27″ пн. ш. 69°46′0″ сх. д. / 51.10750° пн. ш. 69.76667° сх. д.   |
| Українське, Північноказахстанська область, Жамбилський район (Украинское)                           | Україна                     | 54°6′56″ пн. ш. 66°39′38″ сх. д. / 54.11556° пн. ш. 66.66056° сх. д.  |
| Форт-Шевченко (Форт-Шевченко)                                                                       | Шевченко Тарас Григорович   | 44°31′0″ пн. ш. 50°16′0″ сх. д. / 44.51667° пн. ш. 50.26667° сх. д.   |
| Шевченко, колишня назва (у 1964—1991 роках) міста Актау (Ақтау)                                     | Шевченко Тарас Григорович   | 43°39′0″ пн. ш. 51°9′0″ сх. д. / 43.65000° пн. ш. 51.15000° сх. д.    |

## Канада

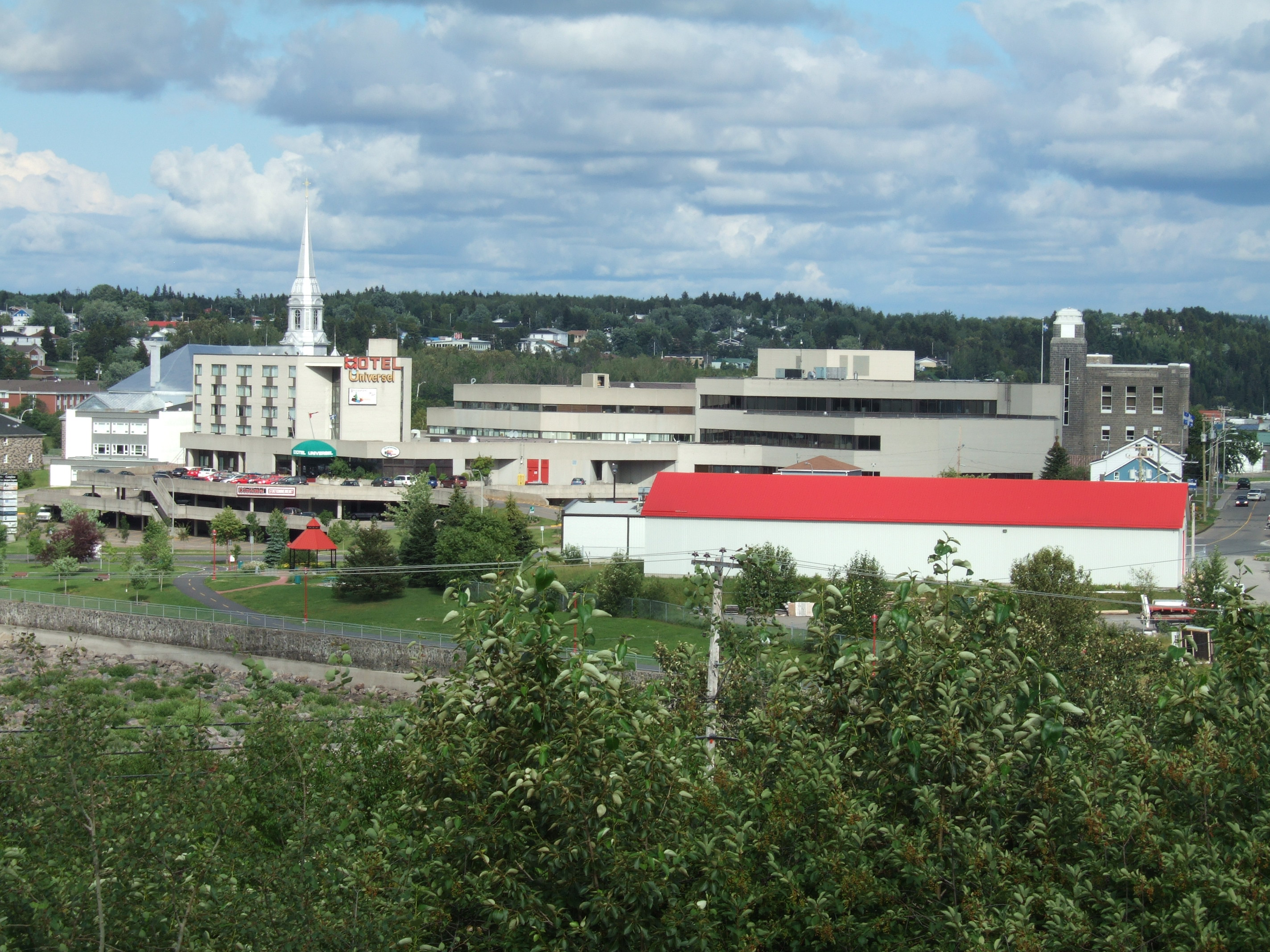
Центр Альми (Квебек)

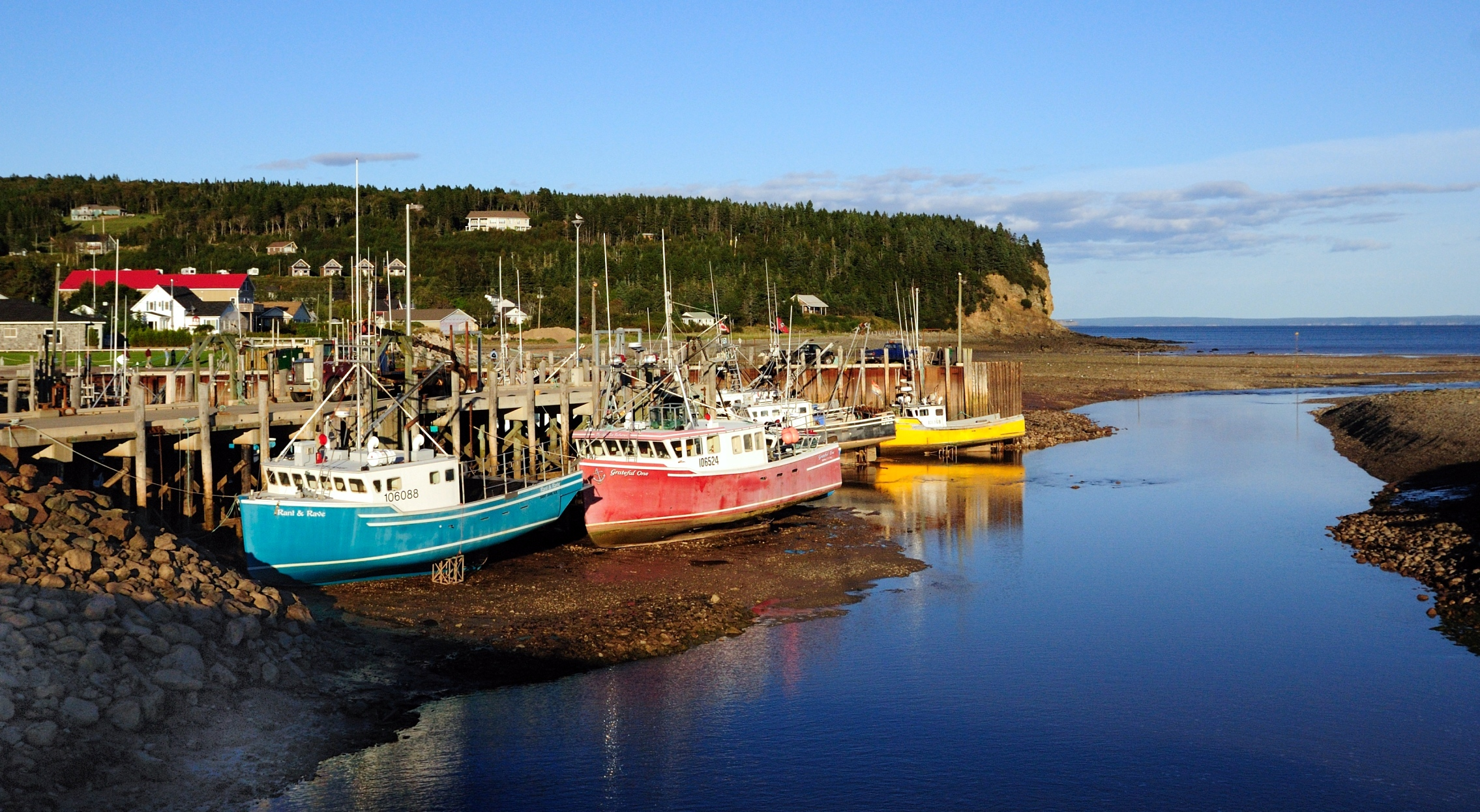
Порт в Альмі (Нью-Брансвік)

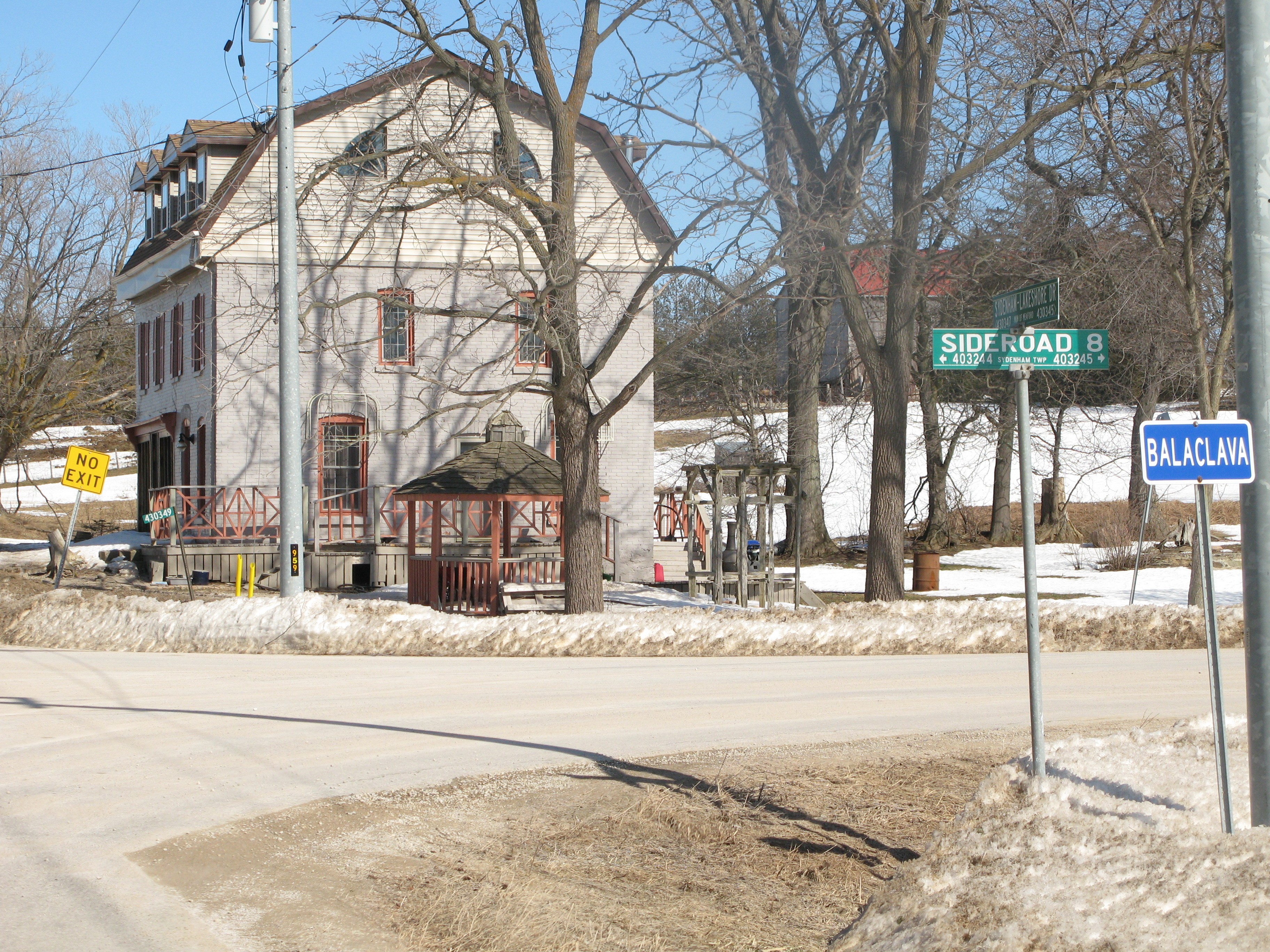
В'їзд до Балаклави (графство Грей)

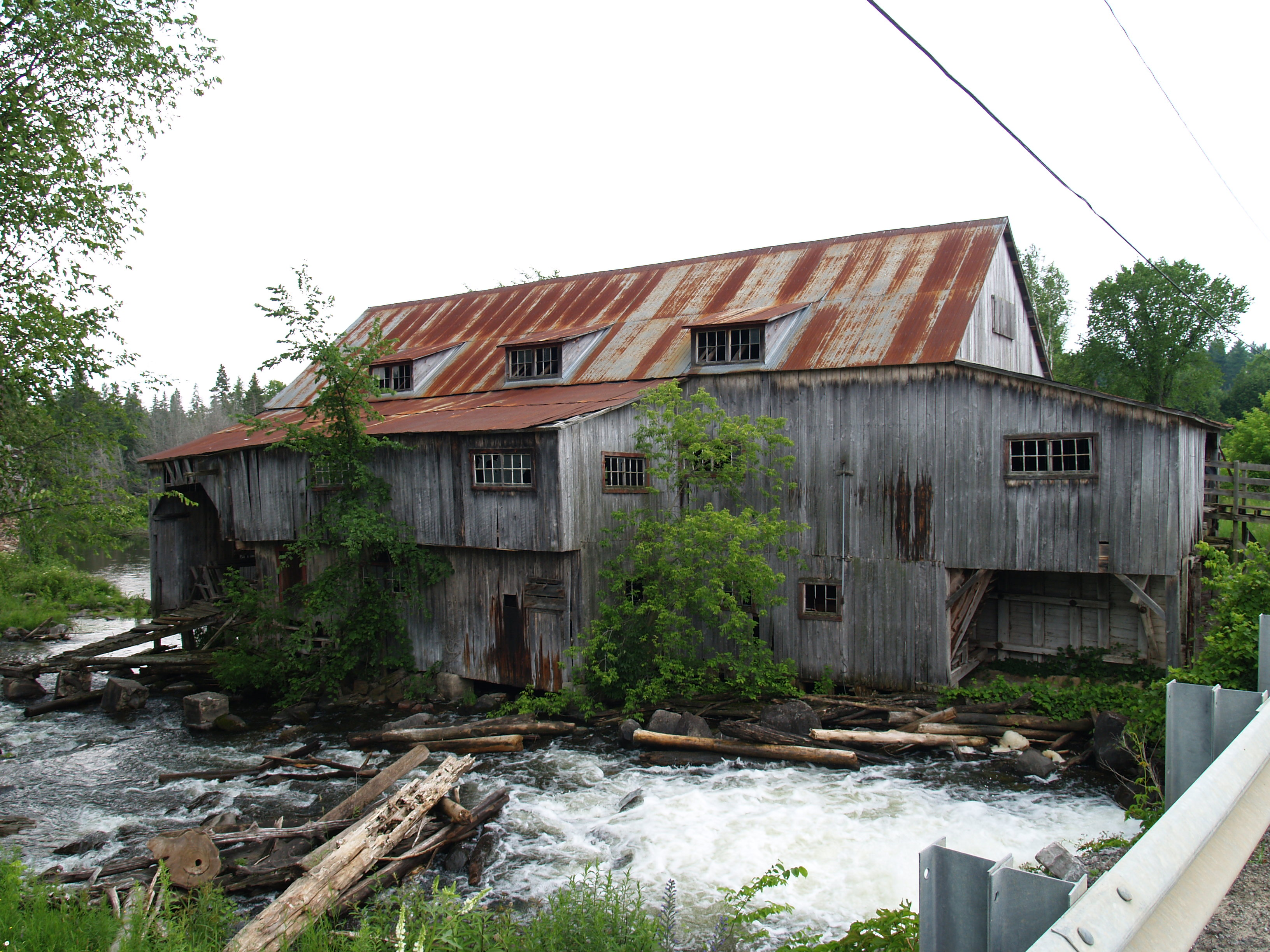
Млин у Балаклаві (графство Ренфрю)

| Населений пункт                                 | Зв'язок з Україною          | Координати                                                                     |
| ----------------------------------------------- | --------------------------- | ------------------------------------------------------------------------------ |
| Альма, Квебек                                   | Альма                       | 48°33′0″ пн. ш. 71°39′0″ зх. д. / 48.55000° пн. ш. 71.65000° зх. д.            |
| Альма, Нью-Брансвік                             | Альма                       | 45°36′07″ пн. ш. 64°56′36″ зх. д. / 45.60194° пн. ш. 64.94333° зх. д.          |
| Балаклава, Грей, Онтаріо (Balaclava)            | Балаклава                   | 44°40′59″ пн. ш. 80°46′44″ зх. д. / 44.68306° пн. ш. 80.77889° зх. д.          |
| Балаклава, Ренфрю, Онтаріо (Balaclava)          | Балаклава                   | 45°23′26″ пн. ш. 76°56′56″ зх. д. / 45.39056° пн. ш. 76.94889° зх. д.          |
| Батурин, Едмонтон (Baturyn, Edmonton)           | Батурин                     | 53°37′51.6″ пн. ш. 113°30′21.6″ зх. д. / 53.631000° пн. ш. 113.506000° зх. д.  |
| Інкерман, Нью-Брансвік (Inkerman)               | Інкерманська битва          | 47°40′1″ пн. ш. 64°49′39″ зх. д. / 47.66694° пн. ш. 64.82750° зх. д.           |
| Іспас, Альберта (Ispas)                         | Іспас                       | 53°53′00″ пн. ш. 111°48′06″ зх. д                                              |
| Збараз, Манітоба (Zbaraz, Manitoba)             | Збараж                      | 50°59′40″ пн. ш. 97°29′8″ зх. д. / 50.99444° пн. ш. 97.48556° зх. д.           |
| Згода, Канада (англ. Zhoda)                     | Згода[прояснити]            | 49°17′3.84″ пн. ш. 96°30′38.16″ зх. д. / 49.2844000° пн. ш. 96.5106000° зх. д. |
| Комарно, Манітоба (англ. Komarno)               | Комарно                     | 50°30′24″ пн. ш. 97°15′2″ зх. д. / 50.50667° пн. ш. 97.25056° зх. д.           |
| Красне, Саскачеван (англ. Krasne)               | Красне (Гусятинський район) | 51°33′0″ пн. ш. 104°9′1″ зх. д. / 51.55000° пн. ш. 104.15028° зх. д.           |
| Лемберґ, Саскачеван                             | Львів                       | 50°43′53″ пн. ш. 103°12′12″ зх. д. / 50.73139° пн. ш. 103.20333° зх. д.        |
| Мазеппа, Альберта                               | Іван Мазепа                 | 50°38′20″ пн. ш. 113°44′12″ зх. д. / 50.63889° пн. ш. 113.73667° зх. д.        |
| Малакофф, Онтаріо (Malakoff)                    | Малахів курган              | 45°6′11″ пн. ш. 75°46′12″ зх. д. / 45.10306° пн. ш. 75.77000° зх. д.           |
| Нью-Кієв, Альберта (New Kiew)                   | Київ                        | 53°36′0″ пн. ш. 111°52′0″ зх. д. / 53.60000° пн. ш. 111.86667° зх. д.          |
| Мирнам, Альберта                                | «Мир нам»                   | 53°39′42″ пн. ш. 111°13′49″ зх. д. / 53.66167° пн. ш. 111.23028° зх. д.        |
| Одеса, Онтаріо (Odessa)                         | Одеса                       | 44°16′37″ пн. ш. 76°43′20″ зх. д. / 44.27694° пн. ш. 76.72222° зх. д.          |
| Одеса, Саскачеван                               | Одеса                       | 50°17′2″ пн. ш. 103°47′5″ зх. д. / 50.28389° пн. ш. 103.78472° зх. д.          |
| Ольга, Манітоба                                 | Ольга[прояснити]            | 50°40′8″ пн. ш. 100°33′19″ зх. д. / 50.66889° пн. ш. 100.55528° зх. д.         |
| Снятин, Альберта (Sniatyn)                      | Снятин                      | 53°57′0″ пн. ш. 112°22′0″ зх. д. / 53.95000° пн. ш. 112.36667° зх. д.          |
| Сокал, Саскачеван (Sokal, Saskatchewan)         | Сокаль                      | 52°42′0″ пн. ш. 105°54′1″ зх. д. / 52.70000° пн. ш. 105.90028° зх. д.          |
| Стрий, Альберта (Stry)                          | Стрий                       | 54.0499977,-111.8872665                                                        |
| Тарнопол, Саскачеван                            | Тернопіль                   | 52°42′0″ пн. ш. 105°23′1″ зх. д. / 52.70000° пн. ш. 105.38361° зх. д.          |
| Трембовля, Манітоба                             | Теребовля                   | 51°16′19″ пн. ш. 100°14′54″ зх. д. / 51.27194° пн. ш. 100.24833° зх. д.        |
| Україна, Манітоба (Ukraina)                     | Україна                     | 51°26′53″ пн. ш. 100°15′20″ зх. д. / 51.44806° пн. ш. 100.25556° зх. д.        |
| Хортиц, Манітоба (Chortitz)                     | Хортиця                     | 49°8′0″ пн. ш. 97°58′31″ зх. д. / 49.13333° пн. ш. 97.97528° зх. д.            |
| Хортиц, Саскачеван (Chortitz)                   | Хортиця                     | 50°6′8″ пн. ш. 107°38′26″ зх. д. / 50.10222° пн. ш. 107.64056° зх. д.          |
| Шипеніц, Альберта (Shepenge/Szypenitz, Alberta) | Шипинці                     |                                                                                |

## Маврикій
| Населений пункт         | Зв'язок з Україною | Координати                                                                      |
| ----------------------- | ------------------ | ------------------------------------------------------------------------------- |
| Себастопол (Sebastopol) | Севастополь        | 20°17′24.05″ пд. ш. 57°41′16.36″ сх. д. / 20.2900139° пд. ш. 57.6878778° сх. д. |

## Молдова
| Населений пункт       | Зв'язок з Україною                                        | Координати                                                            |
| --------------------- | --------------------------------------------------------- | --------------------------------------------------------------------- |
| Українка (Ucrainca)   | Українці                                                  | 46°25′52″ пн. ш. 29°16′22″ сх. д. / 46.43111° пн. ш. 29.27278° сх. д. |
| Братушани (Brătuşeni) | Засновано українцями у 1560 році, перша назва Брати шани. | 48°04′38″ пн. ш. 27°23′45″ сх. д.                                     |

## Південно-Африканська Республіка
| Населений пункт       | Зв'язок з Україною | Координати                                                                      |
| --------------------- | ------------------ | ------------------------------------------------------------------------------- |
| Балаклава (Balaclava) | Балаклава          | 29°23′44.96″ пд. ш. 26°59′25.92″ сх. д. / 29.3958222° пд. ш. 26.9905333° сх. д. |

## Польща
| Населений пункт                  | Зв'язок з Україною | Координати                                                           |
| -------------------------------- | ------------------ | -------------------------------------------------------------------- |
| Україна, Лодзинське воєводство   | Україна            | 51°52′8″ пн. ш. 19°30′13″ сх. д. / 51.86889° пн. ш. 19.50361° сх. д. |
| Україна, Малопольське воєводство | Україна            | 49°45′53″ пн. ш. 21°8′11″ сх. д. / 49.76472° пн. ш. 21.13639° сх. д. |

## Росія

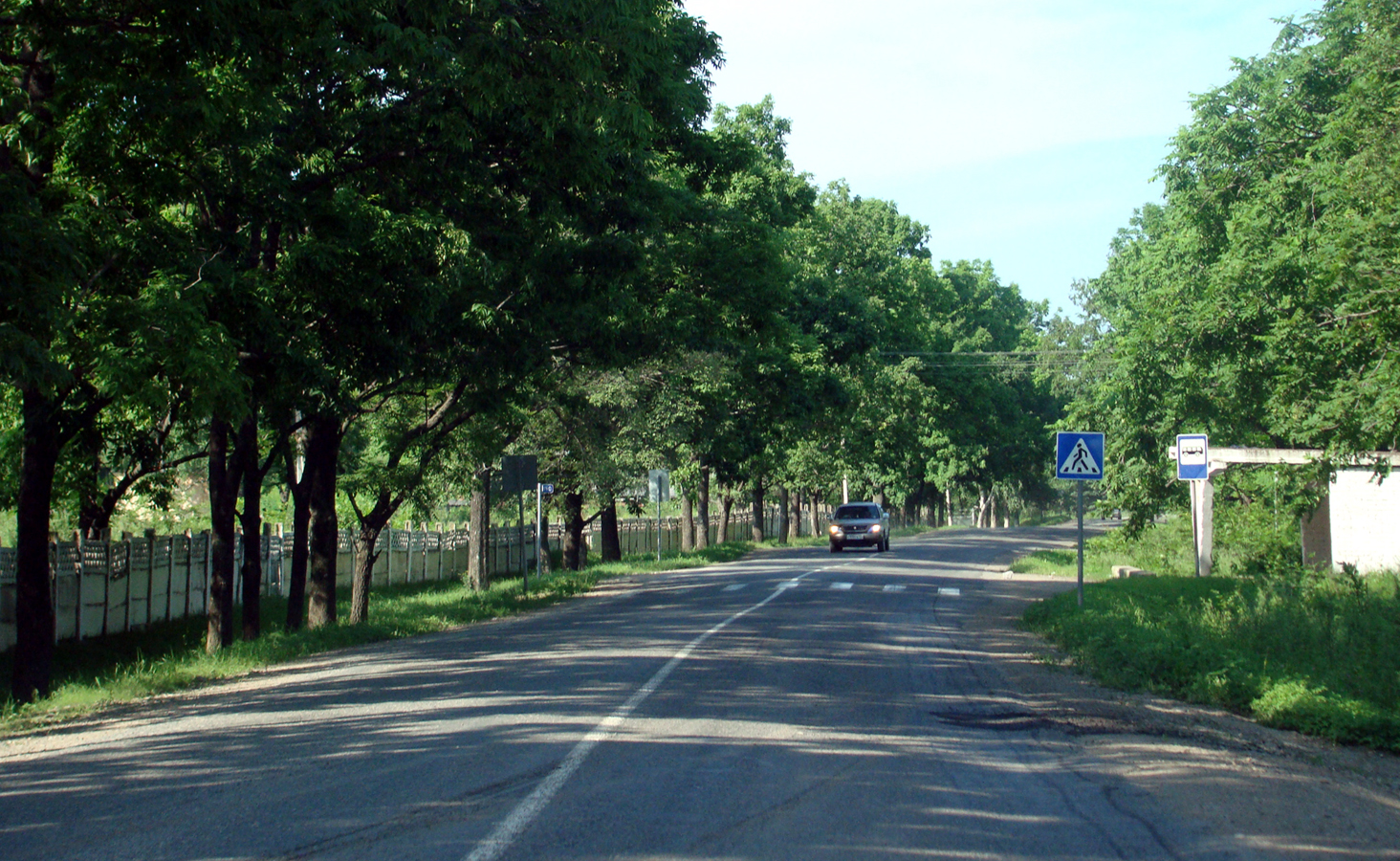
Автобусна зупинка в селі Барабаш

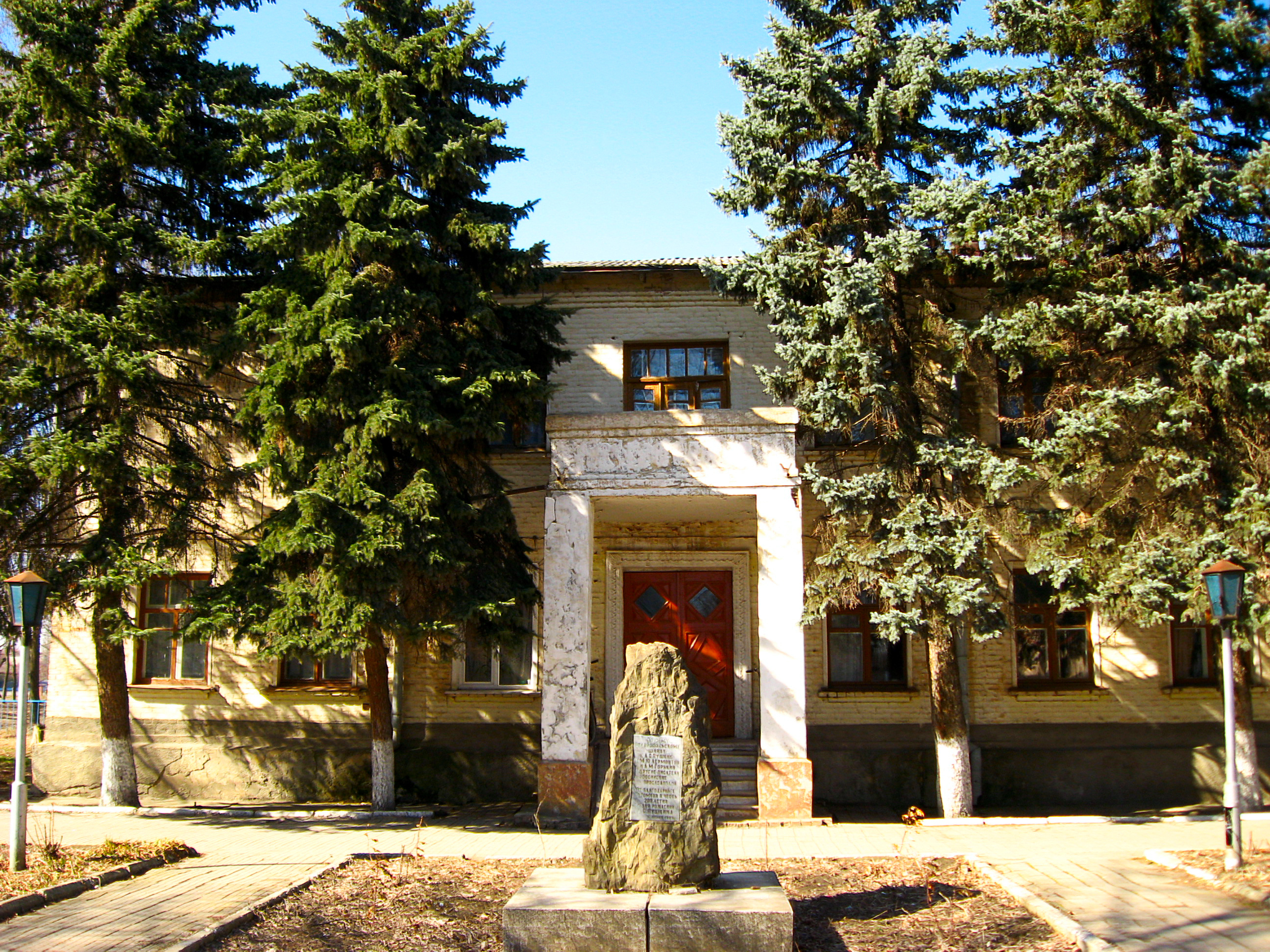
Дитяча музична школа в станиці Васюринській

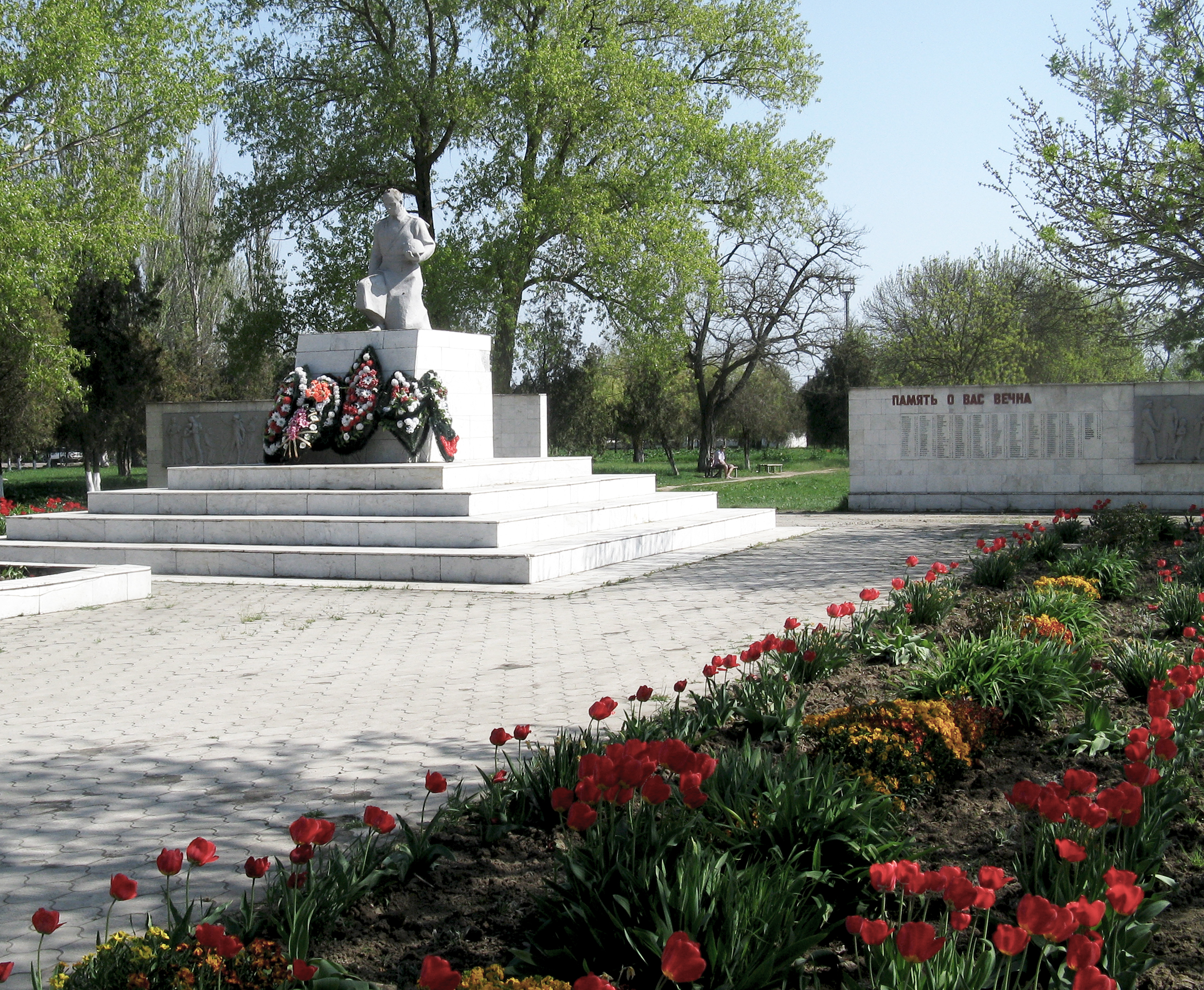
Пам'ятник загиблим воїнам у станиці Вишестеблієвській

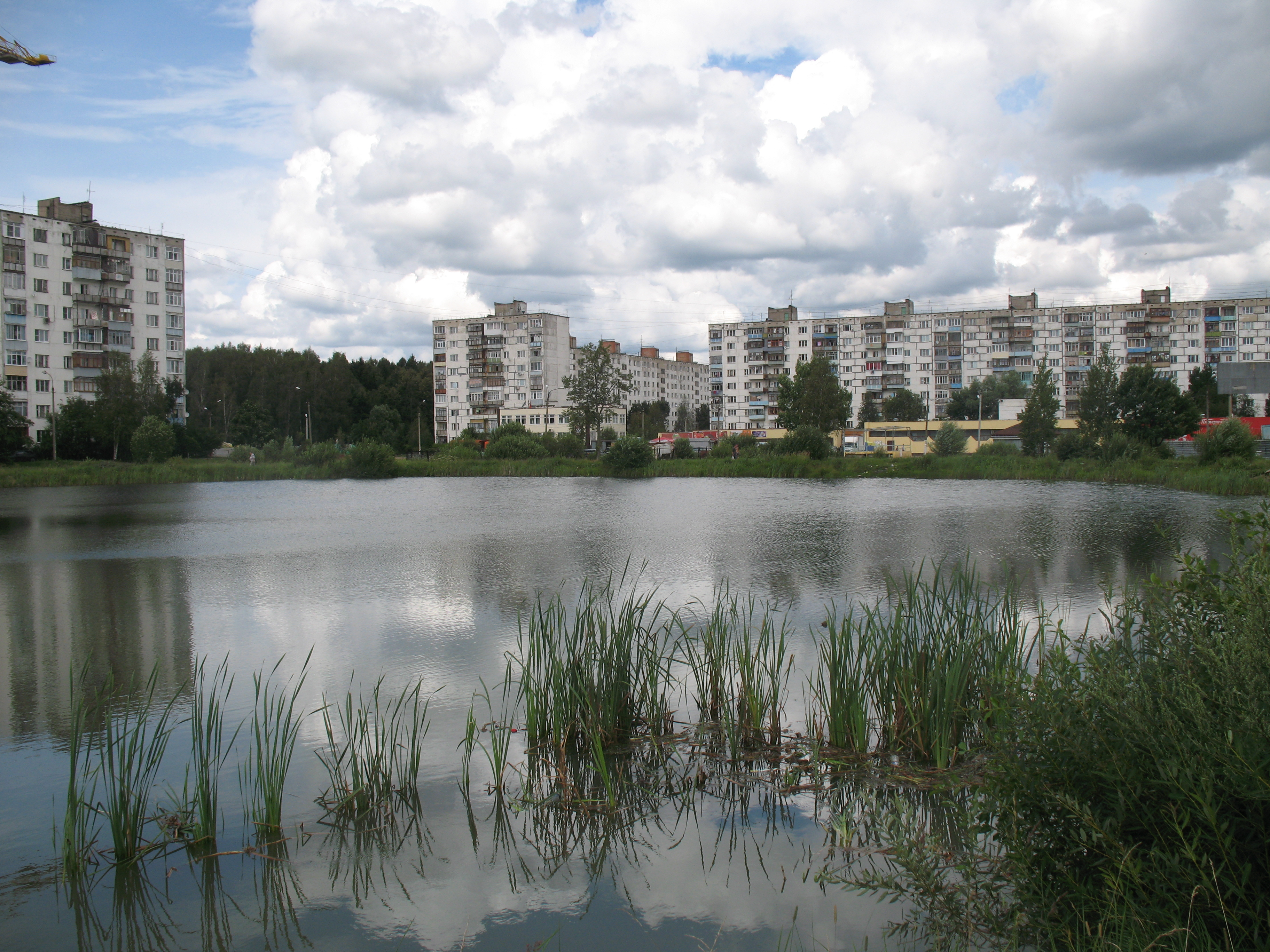
Смт Київський

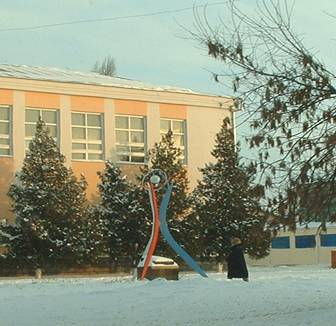
Знак центру Краснодарського краю в Коренівську

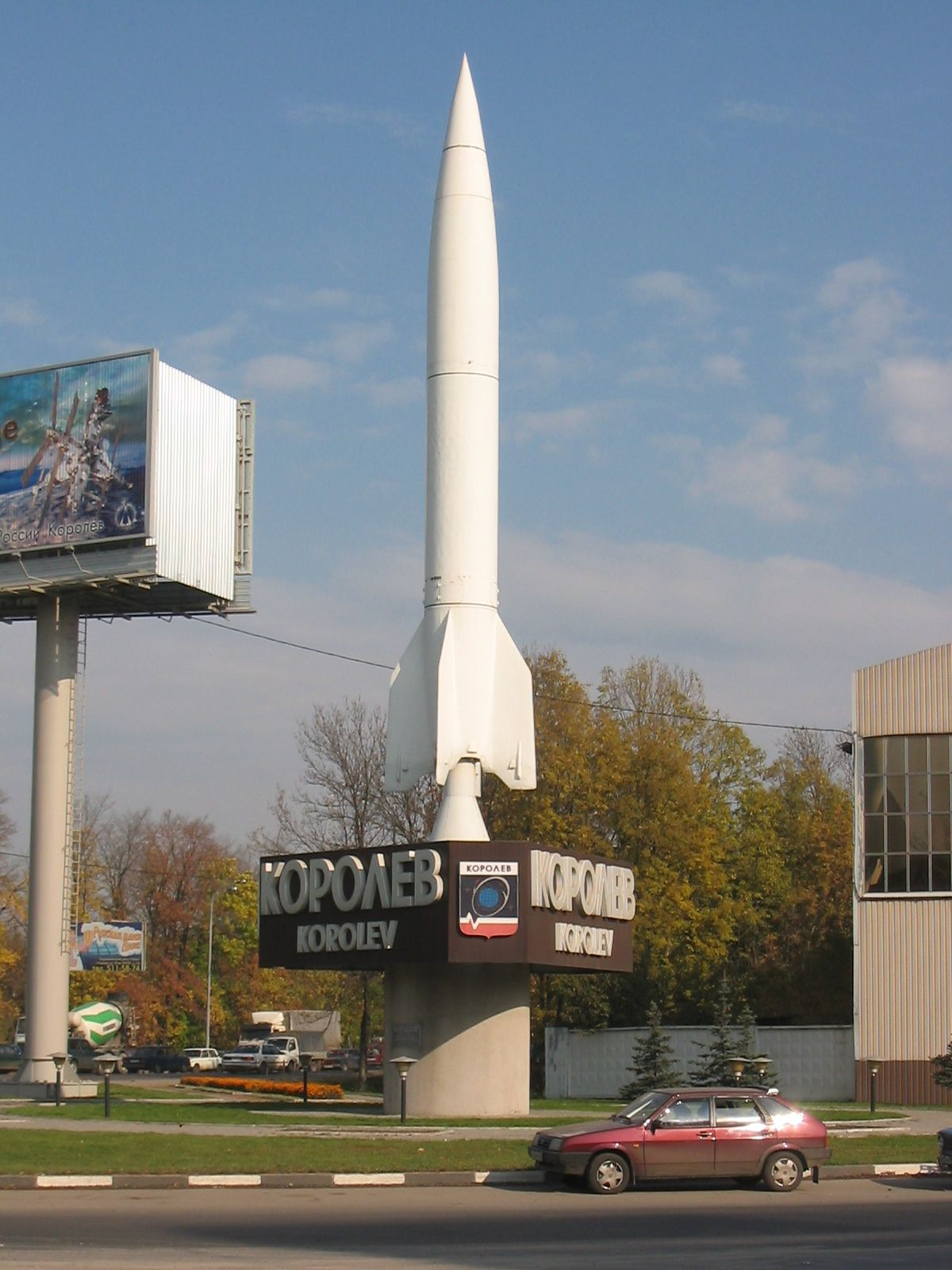
В'їзд у місто Корольов

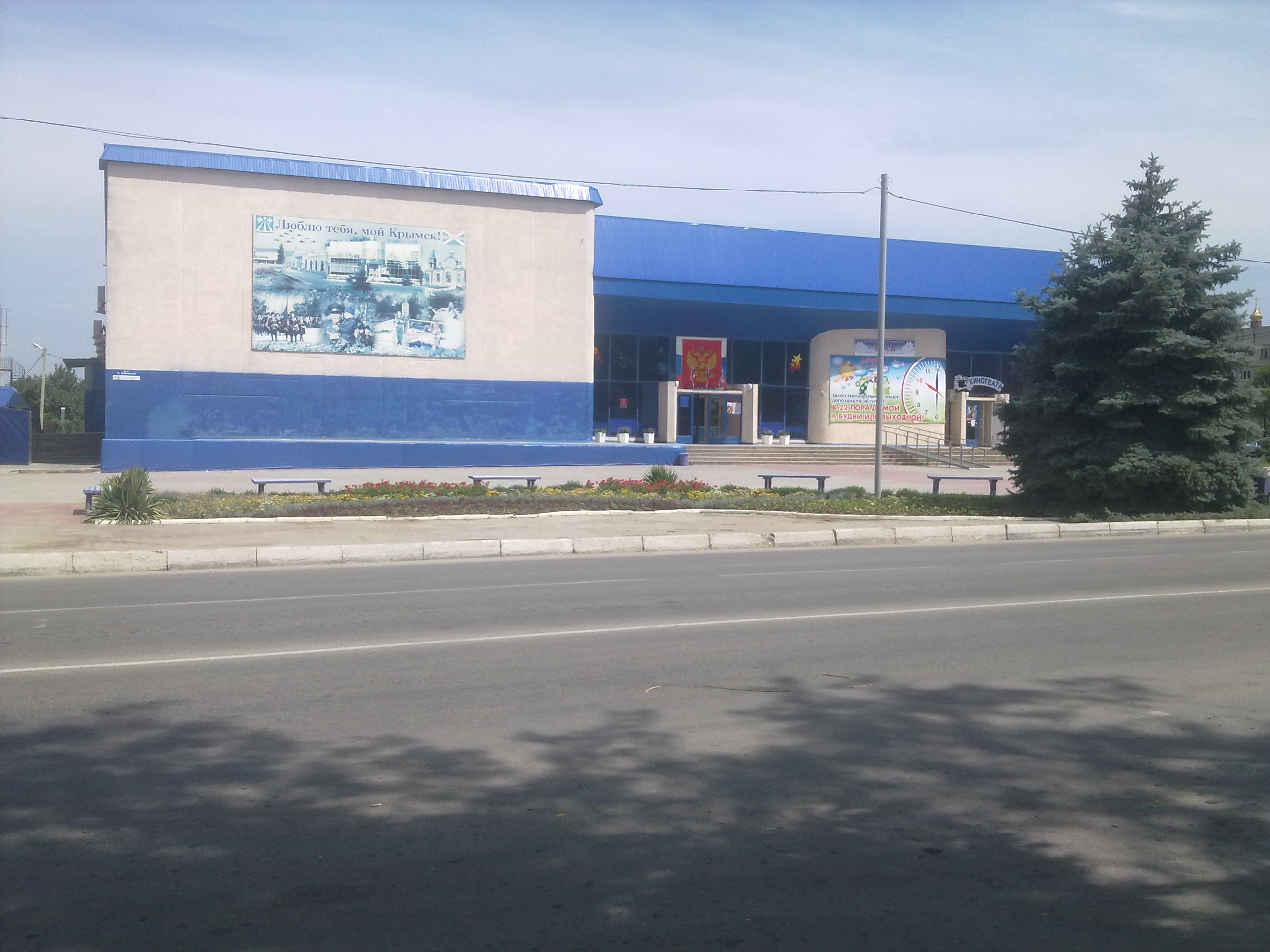
Кінотеатр «Русь» у Кримську

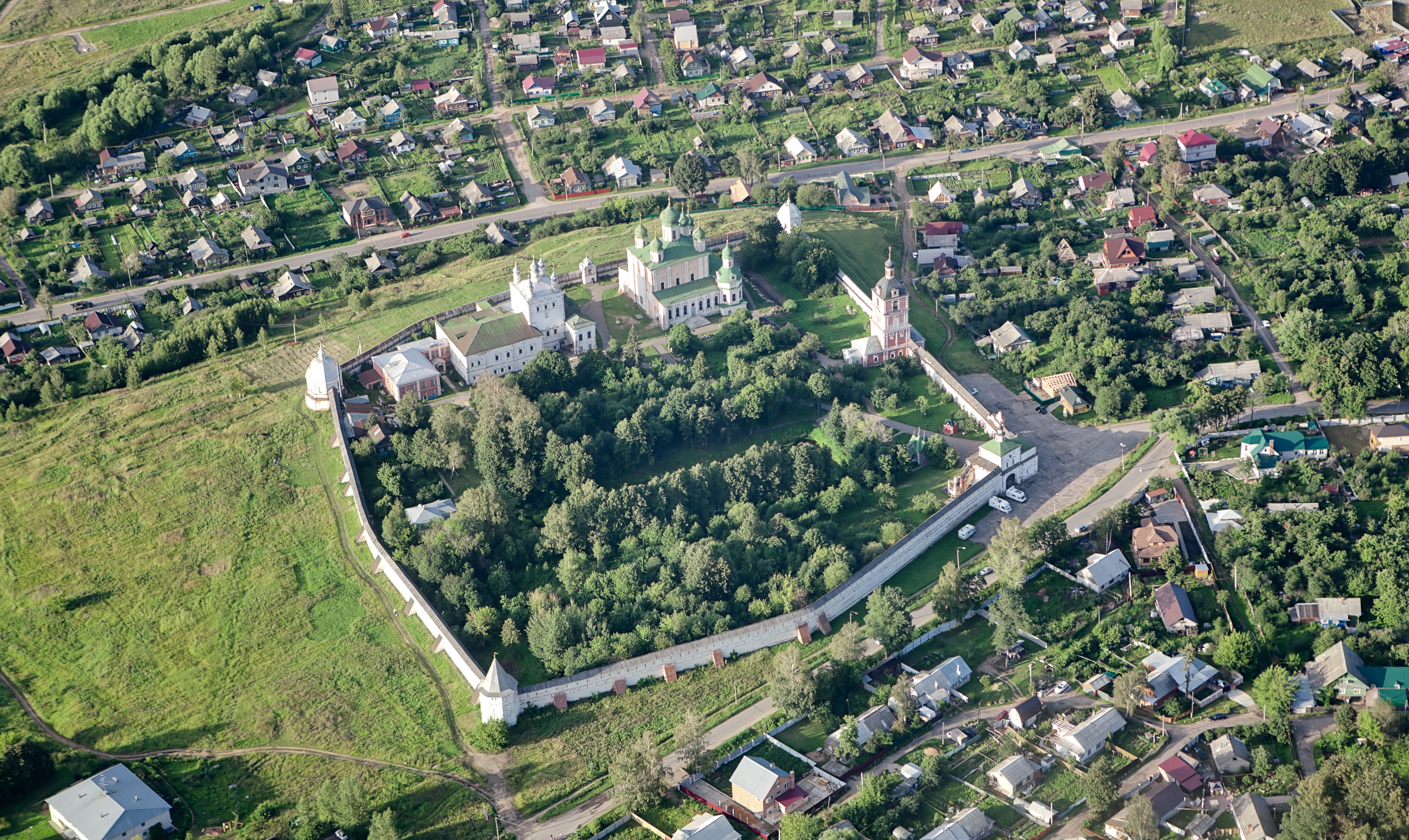
Вид на Переславль-Залєський

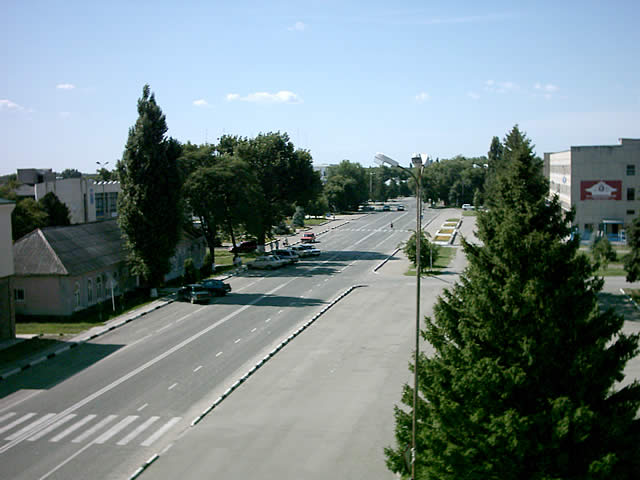
Станиця Полтавська

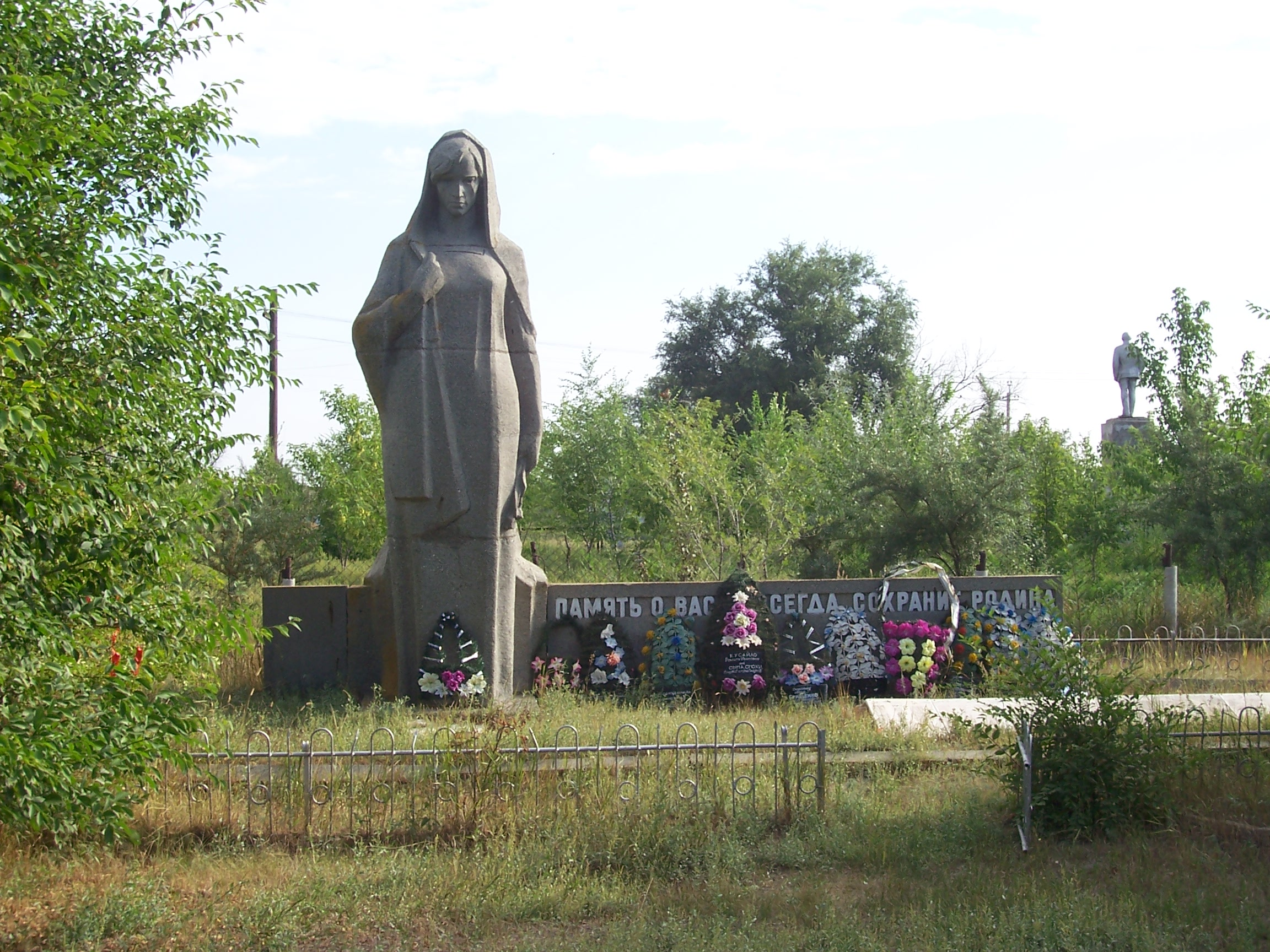
Пам'ятник загиблим воїнам у Харківці, Волгоградська область

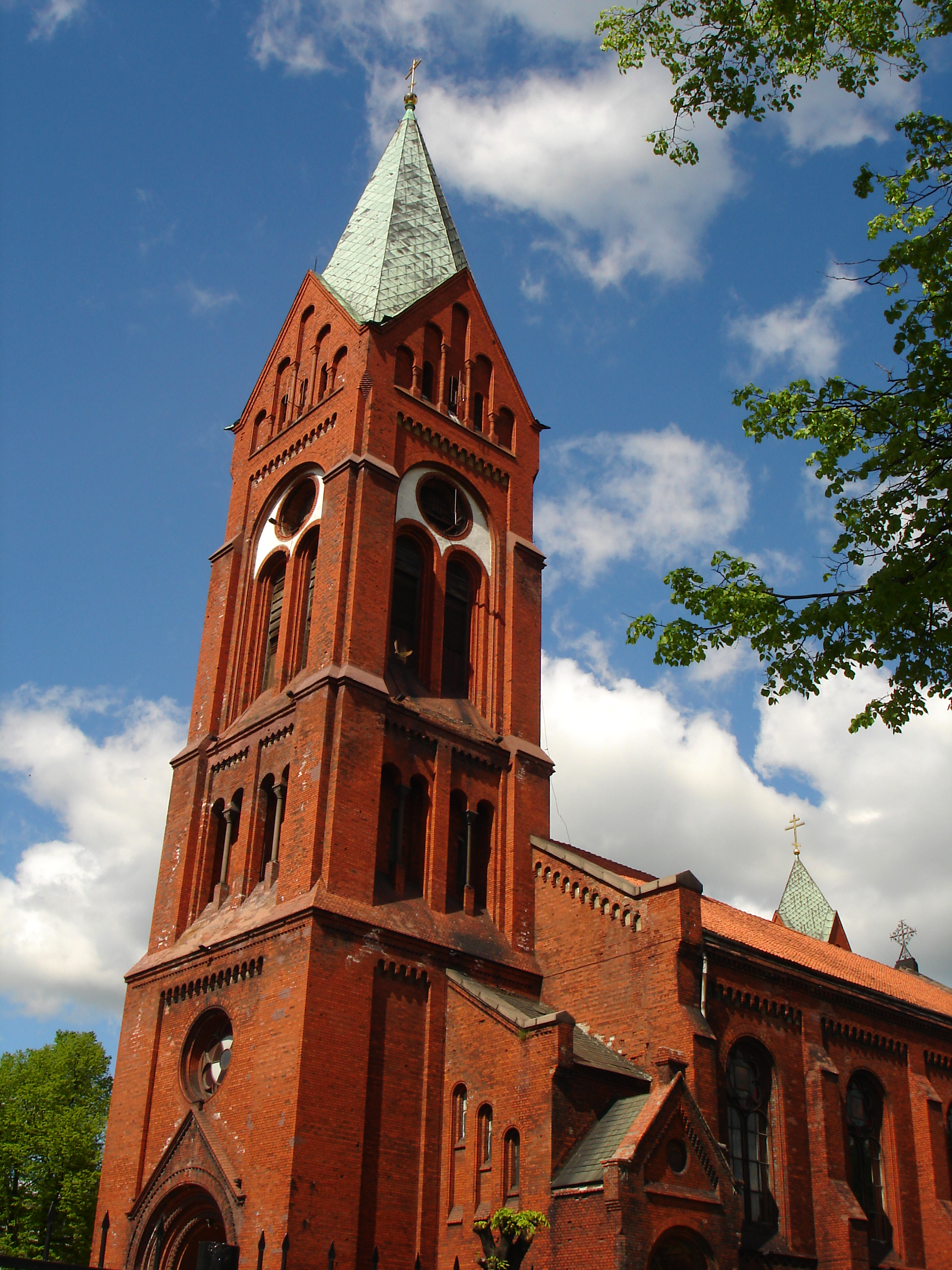
Свято-Михайлівська церква в місті Черняховську

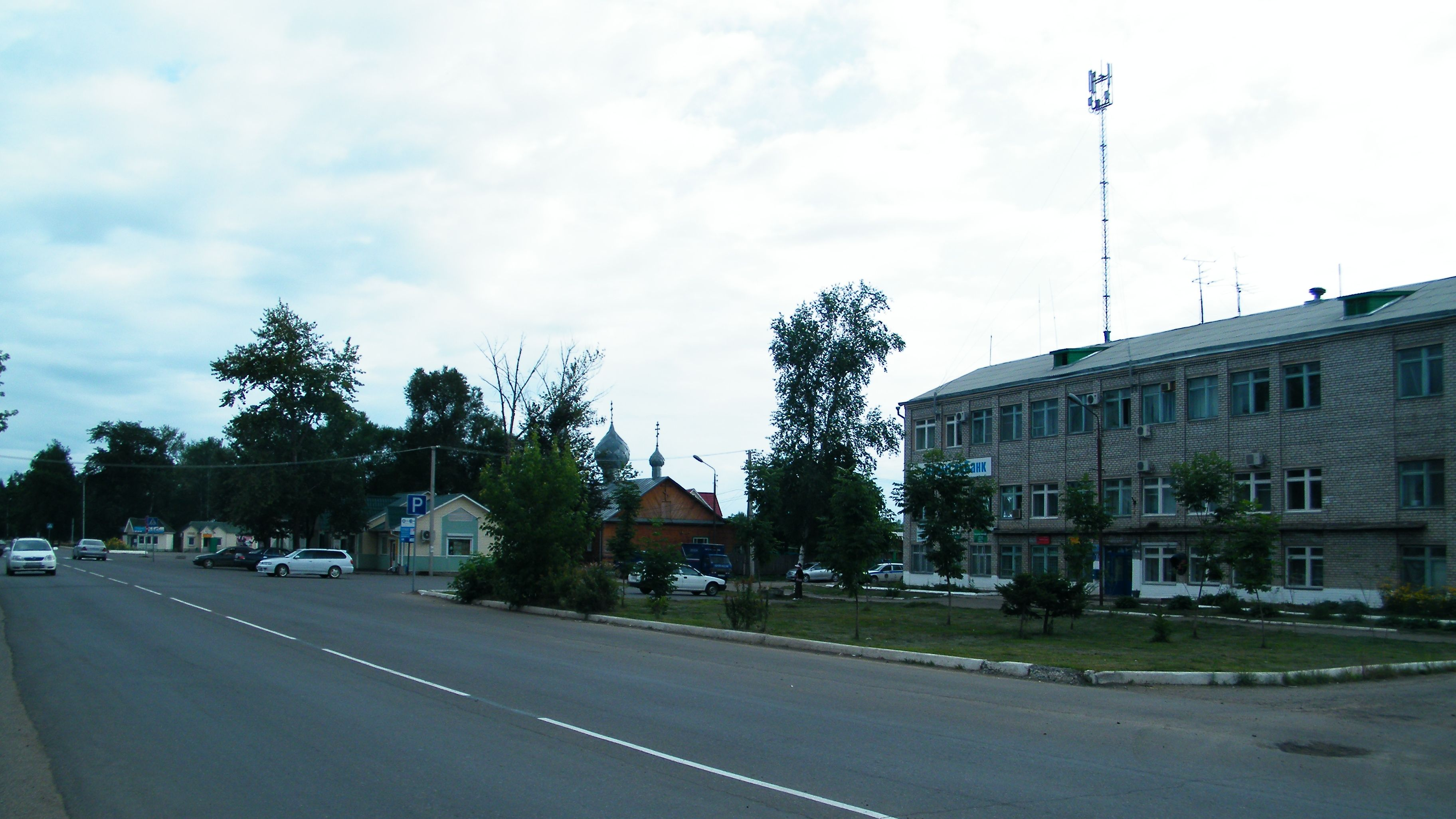
Чугуївка

| Населений пункт                                                                                 | Зв'язок з Україною                      | Координати                                                                        |
| ----------------------------------------------------------------------------------------------- | --------------------------------------- | --------------------------------------------------------------------------------- |
| Барабаш, Приморський край, Хасанський район                                                     | Барабаш Яків Федорович (генерал)        | 43°11′30″ пн. ш. 131°29′20″ сх. д. / 43.19167° пн. ш. 131.48889° сх. д.           |
| Барабаш-Левада, Приморський край, Пограничний район                                             | Барабаш Яків Федорович (генерал)        | 44°47′19.17″ пн. ш. 131°24′7.12″ сх. д. / 44.7886583° пн. ш. 131.4019778° сх. д.  |
| Батуринська (станиця) (рос. Батуринская)                                                        | Батурин                                 | 45°47′0″ пн. ш. 39°22′0″ сх. д. / 45.78333° пн. ш. 39.36667° сх. д.               |
| Березанська (станиця) (рос. Березанская)                                                        | Березань (острів)                       | 45°42′0″ пн. ш. 39°35′0″ сх. д. / 45.70000° пн. ш. 39.58333° сх. д.               |
| Васюринська (рос. Васюринская)                                                                  | Васюрин Іван                            | 45°7′0″ пн. ш. 39°25′0″ сх. д. / 45.11667° пн. ш. 39.41667° сх. д.                |
| Велика Чернігівка (рос. Большая Черниговка), Самарська область                                  | Чернігів                                | 52°6′32.53″ пн. ш. 50°52′0.12″ сх. д. / 52.1090361° пн. ш. 50.8667000° сх. д.     |
| Вишестеблієвська (рос. Вышестеблиевская)                                                        | Стеблів                                 | 45°11′0″ пн. ш. 37°0′0″ сх. д. / 45.18333° пн. ш. 37.00000° сх. д.                |
| Гайворон, Приморський край, Спаський район                                                      | Гайворон                                | 44°45′37.39″ пн. ш. 132°46′35.91″ сх. д. / 44.7603861° пн. ш. 132.7766417° сх. д. |
| Дніпровка (рос. Днепровка), Башкортостан, Міякинський район                                     | Дніпро                                  | 53°41′33.51″ пн. ш. 55°1′30.07″ сх. д. / 53.6926417° пн. ш. 55.0250194° сх. д.    |
| Дніпровка (рос. Днепровка), Оренбурзька область, Біляєвський район                              | Дніпро                                  | 51°26′16″ пн. ш. 56°20′36.14″ сх. д. / 51.43778° пн. ш. 56.3433722° сх. д.        |
| Дніпровська (рос. Днепровская), Краснодарський край, Тимашевський район                         | Дніпро                                  | 45°37′00″ пн. ш. 38°48′00″ сх. д. / 45.61667° пн. ш. 38.80000° сх. д.             |
| Дніпровський (рос. Днепровский), Адигея, Гіагінський район                                      | Дніпро                                  | 44°45′20″ пн. ш. 40°18′06″ сх. д. / 44.75556° пн. ш. 40.30167° сх. д.             |
| Єкатеринославка (рос. Екатеринославка), Амурська область, Октябрський район                     | Катеринослав, колишня назва Дніпра      | 50°23′56″ пн. ш. 129°06′35.8″ сх. д. / 50.39889° пн. ш. 129.109944° сх. д.        |
| Житомирівка (рос. Житомировка)                                                                  | Житомир                                 | 50°12′34.73″ пн. ш. 129°36′52.70″ сх. д. / 50.2096472° пн. ш. 129.6146389° сх. д. |
| Іркліївська (рос. Ирклиевская)                                                                  | Іркліїв                                 | 45°51′00″ пн. ш. 39°39′00″ сх. д. / 45.85000° пн. ш. 39.65000° сх. д.             |
| Калниболотська (рос. Калниболотская)                                                            | Калниболото, колишня назва Катеринополя | 46°00′00″ пн. ш. 40°27′00″ сх. д. / 46.00000° пн. ш. 40.45000° сх. д.             |
| Каменець-Подольськ (рос. Каменец-Подольск), Хабаровський край, Район Імені Лазо                 | Кам'янець-Подільський                   | 47°50′9.9″ пн. ш. 135°31′1.3″ сх. д. / 47.836083° пн. ш. 135.517028° сх. д.       |
| Канівська (рос. Каневская)                                                                      | Канів                                   | 46°05′00″ пн. ш. 38°57′00″ сх. д. / 46.08333° пн. ш. 38.95000° сх. д.             |
| Київ (рос. Киев), Пермський край, Косинський район                                              | Київ                                    |                                                                                   |
| Київка (рос. Киевка), Краснодарський край, Гулькевицький район                                  | Київ                                    |                                                                                   |
| Київка (рос. Киевка), Новосибірська область, Болотнинський район                                | Київ                                    |                                                                                   |
| Київка (рос. Киевка), Новосибірська область, Купінський район                                   | Київ                                    | 53°59′3.6″ пн. ш. 76°39′45.35″ сх. д. / 53.984333° пн. ш. 76.6625972° сх. д.      |
| Київка (рос. Киевка), Приморський край, Лазовський район                                        | Київ                                    | 42°54′20″ пн. ш. 133°42′06″ сх. д. / 42.90556° пн. ш. 133.70167° сх. д.           |
| Київка (рос. Киевка), Ростовська область, Ремонтненський район                                  | Київ                                    | 46°34′00″ пн. ш. 43°20′00″ сх. д. / 46.56667° пн. ш. 43.33333° сх. д.             |
| Київка (рос. Киевка), Самарська область, Кошкінський район                                      | Київ                                    |                                                                                   |
| Київка (рос. Киевка), Саратовська область, Новоузенський район                                  | Київ                                    |                                                                                   |
| Київка (рос. Киевка), Ставропольський край, Апанасенковський район                              | Київ                                    |                                                                                   |
| Київка (рос. Киевка), Тверська область, Максатихинський район                                   | Київ                                    |                                                                                   |
| Київка (рос. Киевка), Челябінська область, Октябрський район                                    | Київ                                    |                                                                                   |
| Київський (рос. Киевский), Москва, Троїцький адміністративний округ                             | Київ                                    | 55°26′00″ пн. ш. 36°52′30″ сх. д. / 55.43333° пн. ш. 36.87500° сх. д.             |
| Коренівськ (рос. Кореновск)                                                                     | Коренівка (Овруцький район)             | 45°28′00″ пн. ш. 39°27′00″ сх. д. / 45.46667° пн. ш. 39.45000° сх. д.             |
| Корольов (рос. Королёв)                                                                         | Корольов Сергій Павлович                | 55°55′00″ пн. ш. 37°49′00″ сх. д. / 55.91667° пн. ш. 37.81667° сх. д.             |
| Котляревська (рос. Котляревская)                                                                | Котляревський Петро Степанович          | 43°34′19″ пн. ш. 44°03′17″ сх. д. / 43.57194° пн. ш. 44.05472° сх. д.             |
| Крим, Ростовська область, М'ясниковський район (рос. Крым)                                      | Крим                                    | 47°18′00″ пн. ш. 39°32′00″ сх. д. / 47.30000° пн. ш. 39.53333° сх. д.             |
| Крим (рос. Крым), Приморський край, Фокіно                                                      | Крим                                    |                                                                                   |
| Кримськ (рос. Крымск)                                                                           | Крим                                    | 44°56′00″ пн. ш. 38°00′00″ сх. д. / 44.93333° пн. ш. 38.00000° сх. д.             |
| Лівадія (рос. Ливадия), Приморський край, нині частина міста Находка                            | Лівадія (Крим)                          | 42°52′09″ пн. ш. 132°40′35″ сх. д. / 42.86917° пн. ш. 132.67639° сх. д.           |
| Муравленко                                                                                      | Муравленко Віктор Іванович              | 63°47′00″ пн. ш. 74°31′00″ сх. д. / 63.78333° пн. ш. 74.51667° сх. д.             |
| Ніжино (рос. Нежино)                                                                            | Ніжин                                   | 43°27′15″ пн. ш. 131°46′20″ сх. д. / 43.45417° пн. ш. 131.77222° сх. д.           |
| Нова Полтавка (рос. Новая Полтавка), Волгоградська область, Старополтавський район              | Полтава                                 |                                                                                   |
| Новокиївка (рос. Новокиевка), Алтайський край, Табунський район                                 | Київ                                    |                                                                                   |
| Новокиївка (рос. Новокиевка), Амурська область, Мазановський район                              | Київ                                    |                                                                                   |
| Новокиївка (рос. Новокиевка), Башкортостан, Чишминський район                                   | Київ                                    |                                                                                   |
| Новокиївка (рос. Новокиевка), Новосибірська область, Куйбишевський район                        | Київ                                    |                                                                                   |
| Новокиївка (рос. Новокиевка), Омська область, Любинський район                                  | Київ                                    |                                                                                   |
| Новокиївка (рос. Новокиевка), Оренбурзька область, Гайський район                               | Київ                                    |                                                                                   |
| Новокиївка (рос. Новокиевка), Самарська область, Безенчуцький район                             | Київ                                    |                                                                                   |
| Новокиївський Увал (рос. Новокиевский Увал)                                                     | Київ                                    |                                                                                   |
| Новоніжино (рос. Новонежино)                                                                    | Ніжин                                   |                                                                                   |
| Новополтавка, Красноярський край, Єрмаковський район                                            | Полтава                                 |                                                                                   |
| Новополтавка, Оренбурзька область, Сєверний район                                               | Полтава                                 |                                                                                   |
| Новополтавський (рос. Новополтавский), Ростовська область, Азовський район                      | Полтава                                 |                                                                                   |
| Новоукраїнка (рос. Новоукраинка), Башкортостан, Хайбуллінський район                            | Україна                                 |                                                                                   |
| Новоукраїнське (рос. Новоукраинское), Краснодарський край, Гулькевицький район                  | Україна                                 |                                                                                   |
| Новоукраїнський, Краснодарський край, Кримський район (Новоукраинский)                          | Україна                                 |                                                                                   |
| Новоукраїнський, Челябінська область, Чесменський район (Новоукраинский)                        | Україна                                 |                                                                                   |
| Новохарківка, Алтайський край, Зміїногорський район (Новохарьковка)                             | Харків                                  |                                                                                   |
| Новохарківка, Воронезька область, Ольховатський район (Новохарьковка)                           | Харків                                  |                                                                                   |
| Новочернігівка, Саратовська область, Озинський район (Новочерниговка)                           | Чернігів                                |                                                                                   |
| Новочерніговський, Челябінська область, Нагайбацький район (Новочерниговский)                   | Чернігів                                |                                                                                   |
| Одеське, Омська область, Одеський район (Одесское)                                              | Одеса                                   |                                                                                   |
| Пашківський (Краснодарський край) (Пашковский)                                                  | Пашківка (Макарівський район)           | 45°02′05″ пн. ш. 39°05′52″ сх. д. / 45.03472° пн. ш. 39.09778° сх. д.             |
| Переславль-Залєський (Переславль-Залесский)                                                     | Переяслав                               | 56°44′17″ пн. ш. 38°51′22″ сх. д. / 56.73806° пн. ш. 38.85611° сх. д.             |
| Переяславка, Хабаровський край, Район Імені Лазо (Переяславка)                                  | Переяслав                               | 47°57′47″ пн. ш. 135°03′07″ сх. д. / 47.96306° пн. ш. 135.05194° сх. д.           |
| Переясловська (Переясловская)                                                                   | Переяслав                               | 45°50′30″ пн. ш. 39°01′00″ сх. д. / 45.84167° пн. ш. 39.01667° сх. д.             |
| Подольський, Челябінська область, Верхньоуральський район (Подольский)                          | Поділля                                 |                                                                                   |
| Полтавка, Приморський край, Октябрський район (Полтавка)                                        | Полтава                                 |                                                                                   |
| Полтавська (станиця) (Полтавская)                                                               | Полтава                                 |                                                                                   |
| Полтавський, Волгоградська область, Новоаннинський район (Полтавский)                           | Полтава                                 |                                                                                   |
| Полтавський, Краснодарський район, Брюховецький район (Полтавский)                              | Полтава                                 |                                                                                   |
| Полтавський, Краснодарський район, Кавказький район (Полтавский)                                | Полтава                                 |                                                                                   |
| Полтавський, Краснодарський район, Красноармійський район (Полтавский)                          | Полтава                                 |                                                                                   |
| Полтавський, Краснодарський район, Кущевський район (Полтавский)                                | Полтава                                 |                                                                                   |
| Прилуки, Приморський край, Хорольський район (Прилуки)                                          | Прилуки                                 |                                                                                   |
| Рогівська (Роговская)                                                                           | Роги                                    |                                                                                   |
| Ромни, Алтайський край, Ромненський район (Ромны)                                               | Ромни                                   |                                                                                   |
| Ромни, Приморський край, Красноармійський район (Ромны)                                         | Ромни                                   |                                                                                   |
| Ружино, Приморський край, Лєсозаводський міський округ (Ружино)                                 | Ружин                                   |                                                                                   |
| Севастопольська, Адигея, Майкопський район (Севастопольская)                                    | Севастополь                             |                                                                                   |
| Стара Полтавка, Волгоградська область, Старополтавський район (Старая Полтавка)                 | Полтава                                 |                                                                                   |
| Старокорсунська (Старокорсунская)                                                               | Корсунь[прояснити]                      |                                                                                   |
| Старомінська (Староминская)                                                                     | Мена                                    |                                                                                   |
| Старонижестебліївська (Старонижестеблиевская)                                                   | Стеблів                                 |                                                                                   |
| Суми, Пензенська область, Колишлейський район (Сумы)                                            | Суми                                    |                                                                                   |
| Україна, Мордовія, Ромодановський район (Украина)                                               | Україна                                 |                                                                                   |
| Українець, Курганська область, Зверіноголовський район (Украинец)                               | Українці                                |                                                                                   |
| Українець, Тульська область, Чернський район (Украинец)                                         | Українці                                |                                                                                   |
| Українка, Алтайський край, Мамонтовський район (Украинка)                                       | Українці                                |                                                                                   |
| Українка, Амурська область, Архаринський район (Украинка)                                       | Українці                                |                                                                                   |
| Українка, Амурська область, Серишевський район (Украинка)                                       | Українці                                |                                                                                   |
| Українка, Краснодарський край, Канівський район (Украинка)                                      | Українці                                |                                                                                   |
| Українка, Курська область, Тимський район (Украинка)                                            | Українці                                |                                                                                   |
| Українка, Московська область, Клинський район (Украинка)                                        | Українці                                |                                                                                   |
| Українка, Новосибірська область, Купінський район (Украинка)                                    | Українці                                |                                                                                   |
| Українка, Новосибірська область, Черепановський район (Украинка)                                | Українці                                |                                                                                   |
| Українка, Омська область, Ісількульський район (Украинка)                                       | Українці                                |                                                                                   |
| Українка, Оренбурзька область, Александровський район (Украинка)                                | Українці                                |                                                                                   |
| Українка, Оренбурзька область, Сакмарський район (Украинка)                                     | Українці                                |                                                                                   |
| Українка, Приморський край, Пограничний район (Украинка)                                        | Українці                                |                                                                                   |
| Українка, Самарська область, Большечерниговський район (Украинка)                               | Українці                                |                                                                                   |
| Українка, Самарська область, Красноярський район (Украинка)                                     | Українці                                |                                                                                   |
| Українка, Хабаровський край, Амурський район (Украинка)                                         | Українці                                |                                                                                   |
| Українська, Краснодарський край, Павловський район (Украинская)                                 | Україна                                 |                                                                                   |
| Українська Буйлівка, Воронезька область, Подгоренський район (Украинская Буйловка)              | Україна                                 |                                                                                   |
| Український, Алтайський край, Косихінський район (Украинский)                                   | Україна                                 |                                                                                   |
| Український, Алтайський край, Суєтський район (Украинский)                                      | Україна                                 |                                                                                   |
| Український, Волгоградська область, Урюпинський район (Украинский)                              | Україна                                 |                                                                                   |
| Український, Воронезька область, Розсошанський район (Украинский)                               | Україна                                 |                                                                                   |
| Український, Краснодарський край, Дінський район (Украинский)                                   | Україна                                 |                                                                                   |
| Український, Краснодарський край, Тихорєцький район (Украинский)                                | Україна                                 |                                                                                   |
| Український, Краснодарський край, Успенський район (Украинский)                                 | Україна                                 |                                                                                   |
| Український, Ростовська область, Єгорлицький район (Украинский)                                 | Україна                                 |                                                                                   |
| Український, Ростовська область, Красносулинський район (Украинский)                            | Україна                                 |                                                                                   |
| Український, Тульська область, Алексинський район (Украинский)                                  | Україна                                 |                                                                                   |
| Українцеве, Пензенська область, Іссинський район (Украинцево)                                   | Українці                                |                                                                                   |
| Українців, Тамбовська область, Уваровський район (Украинцев)                                    | Українці                                |                                                                                   |
| Хороль (Хороль)                                                                                 | Хорол                                   | 44°25′37″ пн. ш. 132°04′23″ сх. д. / 44.42694° пн. ш. 132.07306° сх. д.           |
| Харківка, Амурська область, Октябрський район (Харьковка)                                       | Харків                                  |                                                                                   |
| Харківка, Волгоградська область, Старополтавський район (Харьковка)                             | Харків                                  |                                                                                   |
| Харківка, Красноярський край, Дзержинський район (Харьковка)                                    | Харків                                  |                                                                                   |
| Харківка, Новосибірська область, Сузунський район (Харьковка)                                   | Харків                                  |                                                                                   |
| Харківка, Оренбурзька область, Акбулацький район (Харьковка)                                    | Харків                                  |                                                                                   |
| Харківка, Ростовська область, Кам'янський район (Харьковка)                                     | Харків                                  |                                                                                   |
| Херсон, Оренбурзька область, Гайський район (Херсон)                                            | Херсон                                  |                                                                                   |
| Херсонка, Новосибірська область, Убінський район (Херсонка)                                     | Херсон                                  |                                                                                   |
| Херсонка, Оренбурзька область, Кувандицький район (Херсонка)                                    | Херсон                                  |                                                                                   |
| Херсонка, Ростовська область, Тацинський район (Херсонка)                                       | Херсон                                  |                                                                                   |
| Черкаси (Липецька область) (Черкассы)                                                           | Черкаси                                 |                                                                                   |
| Чернігівка, Амурська область, Архаринський район (Черниговка)                                   | Чернігів                                |                                                                                   |
| Чернігівка, Амурська область, Свободненський район (Черниговка)                                 | Чернігів                                |                                                                                   |
| Чернігівка, Башкортостан, Давлекановський район (Черниговка)                                    | Чернігів                                |                                                                                   |
| Чернігівка, Башкортостан, Чишминський район (Черниговка)                                        | Чернігів                                |                                                                                   |
| Чернігівка, Владимирська область, Судогодський район (Черниговка)                               | Чернігів                                |                                                                                   |
| Чернігівка, Красноярський край, Іланський район (Черниговка)                                    | Чернігів                                |                                                                                   |
| Чернігівка, Красноярський край, Каратузький район (Черниговка)                                  | Чернігів                                |                                                                                   |
| Чернігівка, Липецька область, Задонський район ((Черниговка))                                   | Чернігів                                |                                                                                   |
| Чернігівка, Новосибірська область, Усть-Тарцький район (Черниговка)                             | Чернігів                                |                                                                                   |
| Чернігівка, Омська область, Корміловський район (Черниговка)                                    | Чернігів                                |                                                                                   |
| Чернігівка, Омська область, Тавричеський район (Черниговка)                                     | Чернігів                                |                                                                                   |
| Чернігівка, Пензенська область, Мокшанський район, Алексєєвське сільське поселення (Черниговка) | Чернігів                                |                                                                                   |
| Чернігівка, Пензенська область, Мокшанський район, Засєчне сільське поселення (Черниговка)      | Чернігів                                |                                                                                   |
| Чернігівка, Приморський край, Чернігівський район (Черниговка)                                  | Чернігів                                |                                                                                   |
| Чернігівка, Ростовська область, Кашарський район (Черниговка)                                   | Чернігів                                |                                                                                   |
| Чернігівська, Краснодарський край, Бєлорєченський район (Черниговская)                          | Чернігів                                |                                                                                   |
| Черняховськ (Черняховск)                                                                        | Черняховський Іван Данилович            |                                                                                   |
| Чигирі (Чигири)                                                                                 | Чигирин                                 |                                                                                   |
| Чугуївка (Чугуевка)                                                                             | Чугуїв                                  |                                                                                   |
| Шевченківське, Краснодарський край, Криловський район (Шевченковское)                           | Шевченко Тарас Григорович               |                                                                                   |
| Шевченківський, Ростовська область, Чертковський район (Шевченковский)                          | Шевченко Тарас Григорович               |                                                                                   |
| Шевченко, Адигея, Майкопський район (Шевченко)                                                  | Шевченко Тарас Григорович               |                                                                                   |
| Шевченко, Адигея, Теучезький район (Шевченко)                                                   | Шевченко Тарас Григорович               |                                                                                   |
| Шевченко, Башкортостан, Кугарчинський район (Шевченко)                                          | Шевченко Тарас Григорович               |                                                                                   |
| Шевченко, Воронезька область, Кантемирівський район (Шевченко)                                  | Шевченко Тарас Григорович               |                                                                                   |
| Шевченко, Іркутська область, Тайшетський район (Шевченко)                                       | Шевченко Тарас Григорович               |                                                                                   |
| Шевченко, Калінінградська область, Правдинський район (Шевченко)                                | Шевченко Тарас Григорович               |                                                                                   |
| Шевченко, Краснодарський край, Канівський район (Шевченко)                                      | Шевченко Тарас Григорович               |                                                                                   |
| Шевченко, Краснодарський край, Павловський район (Шевченко)                                     | Шевченко Тарас Григорович               |                                                                                   |
| Шевченко, Краснодарський край, Тбіліський район (Шевченко)                                      | Шевченко Тарас Григорович               |                                                                                   |
| Шевченко, Курська область, Совєтський район (Шевченко)                                          | Шевченко Тарас Григорович               |                                                                                   |
| Шевченко, Курська область, Хомутовський район (Шевченко)                                        | Шевченко Тарас Григорович               |                                                                                   |
| Шевченко, Омська область, Москаленський район (Шевченко)                                        | Шевченко Тарас Григорович               |                                                                                   |
| Шевченко, Ростовська область, Октябрський район (Шевченко)                                      | Шевченко Тарас Григорович               |                                                                                   |
| Шевченко, Саратовська область, Енгельський район (Шевченко)                                     | Шевченко Тарас Григорович               |                                                                                   |
| Шевченко, Ульяновська область, Радищевський район (Шевченко)                                    | Шевченко Тарас Григорович               |                                                                                   |
| Шевченкове, Воронезька область, Кантемирівський район (Шевченково)                              | Шевченко Тарас Григорович               |                                                                                   |

## Словаччина
| Населений пункт       | Зв'язок з Україною | Координати                                                           |
| --------------------- | ------------------ | -------------------------------------------------------------------- |
| Кийов (словац. Kyjov) | Київ               | 49°13′0″ пн. ш. 20°56′23″ сх. д. / 49.21667° пн. ш. 20.93972° сх. д. |

## США

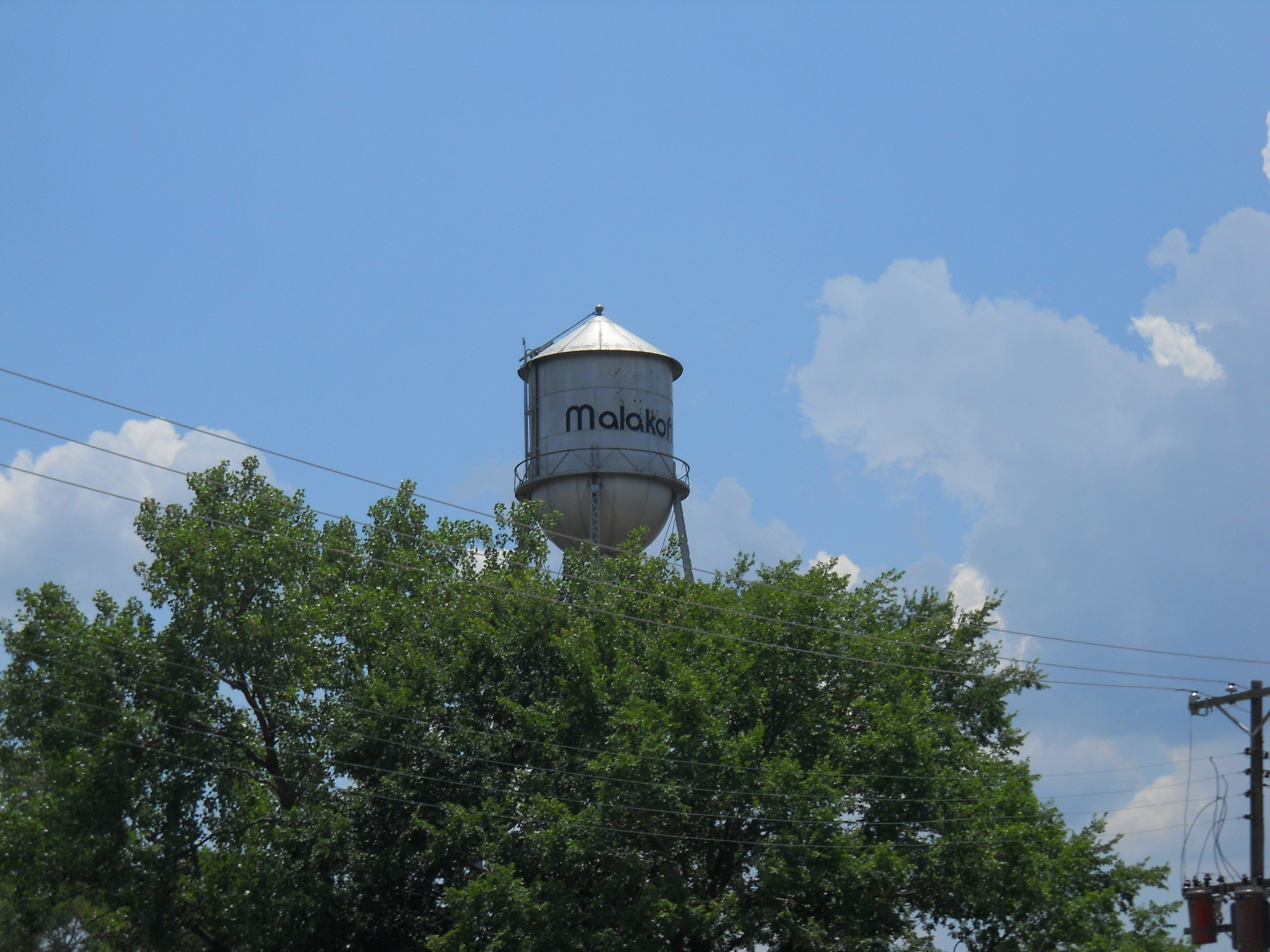
Малакофф (Техас)

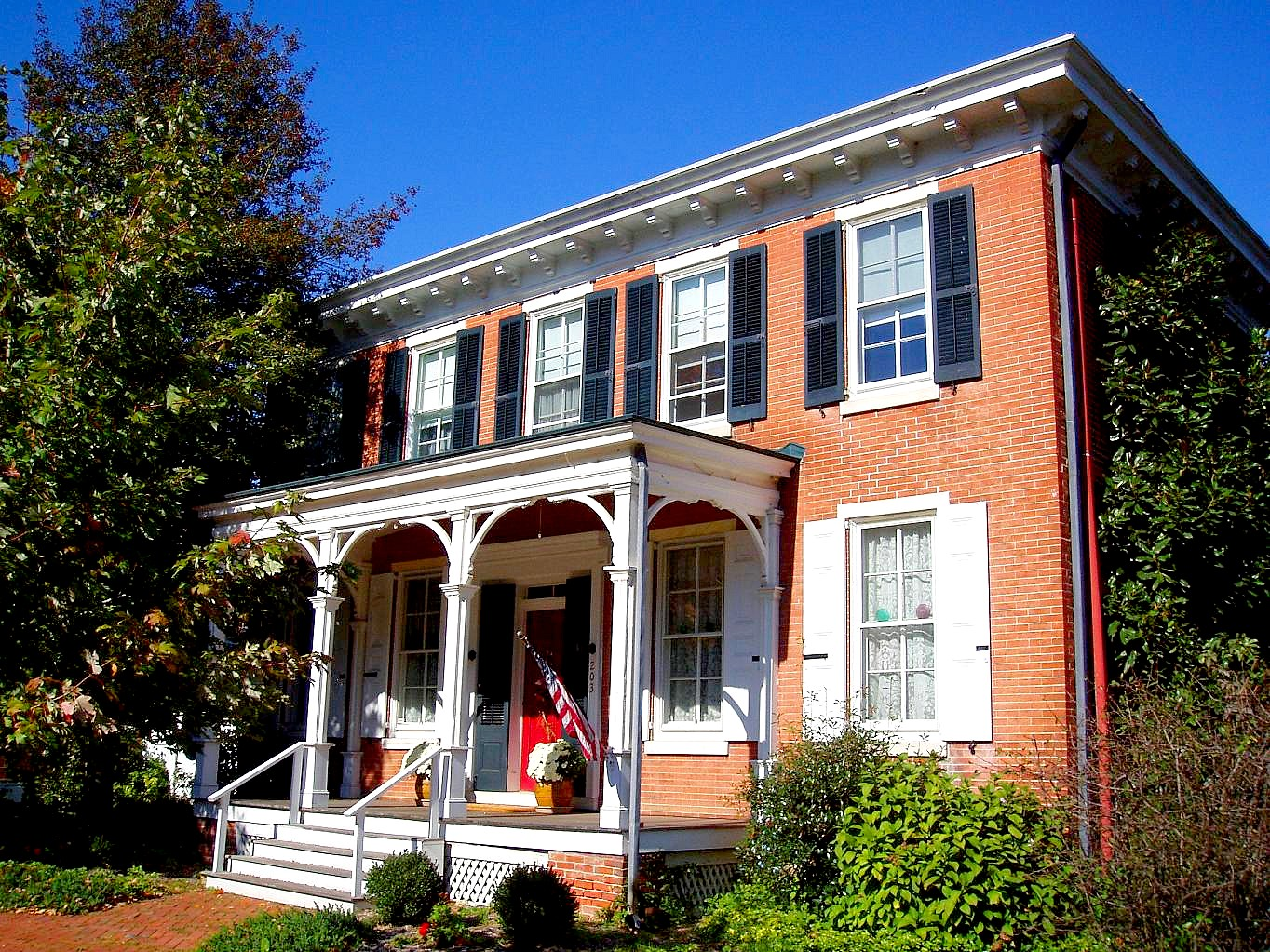
Одеса (Делавер)

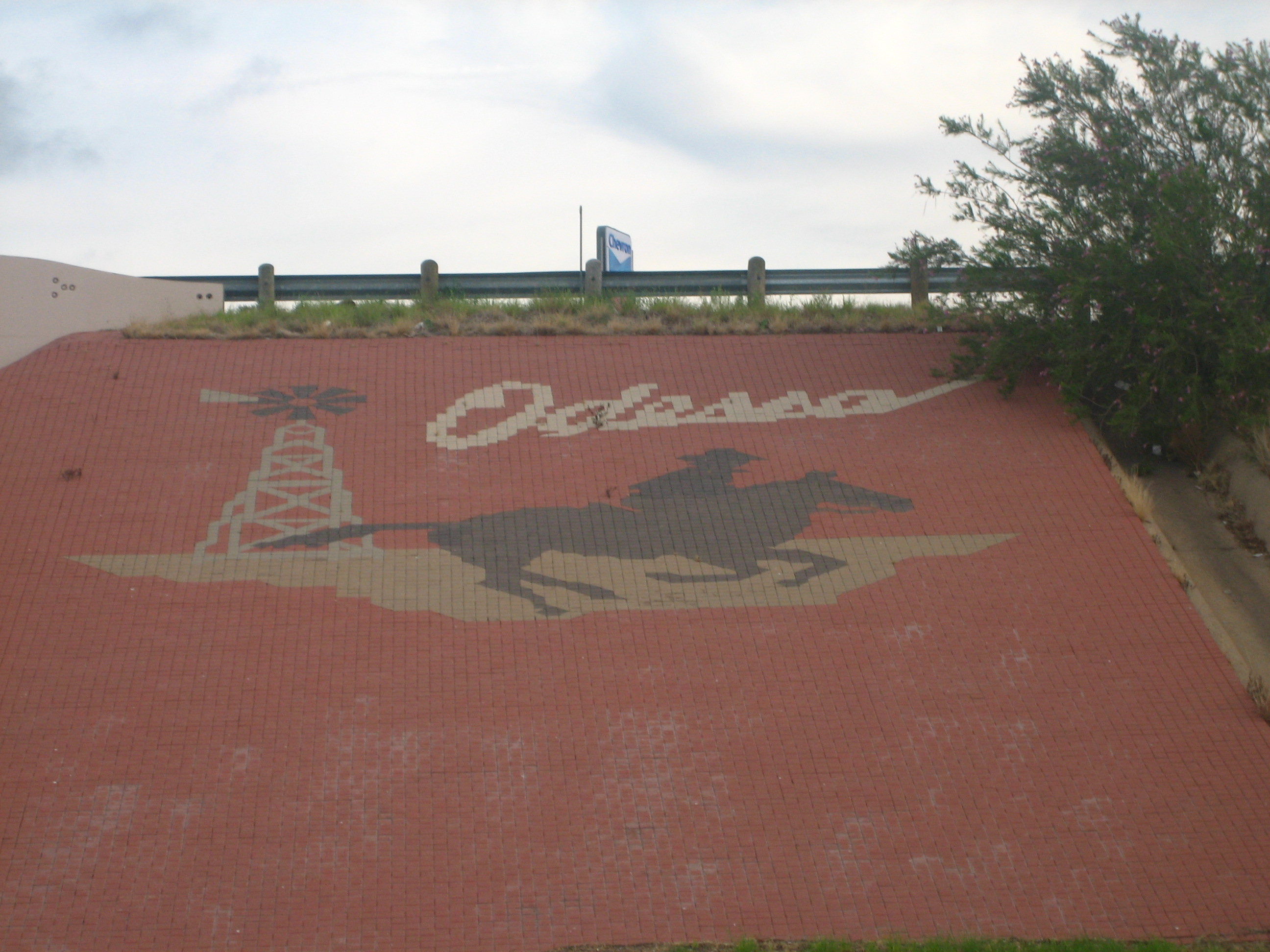
Знак на в'їзді до Одеси (Техас)

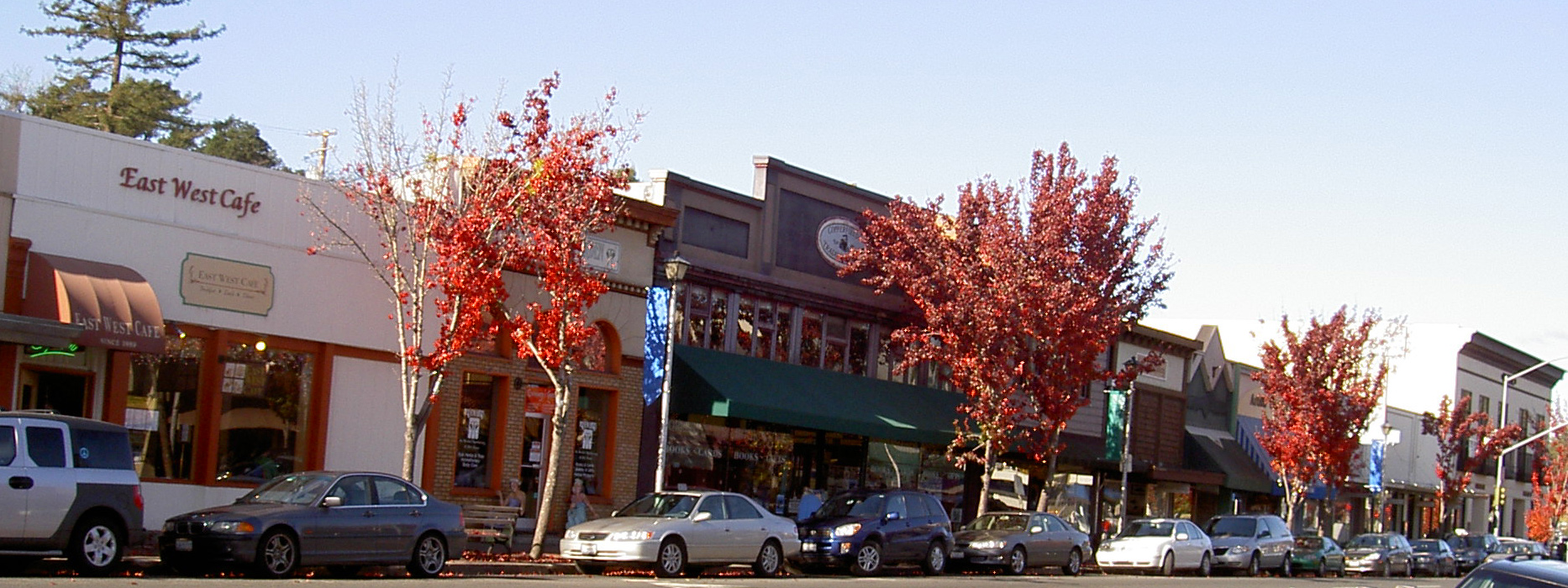
Головна вулиця в місті Себастопол (Каліфорнія)

| Населений пункт                        | Зв'язок з Україною | Координати                                                              |
| -------------------------------------- | ------------------ | ----------------------------------------------------------------------- |
| Вест-Одеса, Техас (West Odessa)        | Одеса              | 31°50′31″ пн. ш. 102°28′58″ зх. д. / 31.84194° пн. ш. 102.48278° зх. д. |
| Інкерман, Західна Вірджинія (Inkerman) | Інкерман           | 39°8′17″ пн. ш. 78°46′7″ зх. д. / 39.13806° пн. ш. 78.76861° зх. д.     |
| Лейк-Одеса, Мічиган (Lake Odessa)      | Одеса              | 42°47′5″ пн. ш. 85°8′18″ зх. д. / 42.78472° пн. ш. 85.13833° зх. д.     |
| Мазеппа, Міннесота (Mazeppa)           | Іван Мазепа        | 44°16′23″ пн. ш. 92°32′42″ зх. д. / 44.27306° пн. ш. 92.54500° зх. д.   |
| Мазеппа, Пенсільванія                  | Іван Мазепа        | 40°59′0″ пн. ш. 76°59′17″ зх. д. / 40.98333° пн. ш. 76.98806° зх. д.    |
| Мазеппа, Південна Дакота               | Іван Мазепа        | 45°11′57″ пн. ш. 96°58′36″ зх. д. / 45.19917° пн. ш. 96.97667° зх. д.   |
| Малакофф, Техас (Malakoff)             | Малахів курган     | 32°10′41″ пн. ш. 96°1′6″ зх. д. / 32.17806° пн. ш. 96.01833° зх. д.     |
| Одеса, Вашингтон (Odessa)              | Одеса              | 47°20′0″ пн. ш. 118°41′17″ зх. д. / 47.33333° пн. ш. 118.68806° зх. д.  |
| Одеса, Делавер (Odessa)                | Одеса              | 39°27′20″ пн. ш. 75°39′30″ зх. д. / 39.45556° пн. ш. 75.65833° зх. д.   |
| Одеса, Міннесота (Odessa)              | Одеса              | 45°15′35″ пн. ш. 96°19′44″ зх. д. / 45.25972° пн. ш. 96.32889° зх. д.   |
| Одеса, Міссурі (Odessa)                | Одеса              | 38°59′49″ пн. ш. 93°57′18″ зх. д. / 38.99694° пн. ш. 93.95500° зх. д.   |
| Одеса, Небраска (Odessa)               | Одеса              | 40°43′21″ пн. ш. 99°15′14″ зх. д. / 40.72250° пн. ш. 99.25389° зх. д.   |
| Одеса, Нью-Йорк (Odessa)               | Одеса              | 42°20′11″ пн. ш. 76°47′21″ зх. д. / 42.33639° пн. ш. 76.78917° зх. д.   |
| Одеса, Техас (Odessa)                  | Одеса              | 31°51′48″ пн. ш. 102°21′56″ зх. д. / 31.86333° пн. ш. 102.36556° зх. д. |
| Одеса, Флорида (Odessa)                | Одеса              | 28°11′0″ пн. ш. 82°34′6″ зх. д. / 28.18333° пн. ш. 82.56833° зх. д.     |
| Севастопол, Вісконсин (Sevastopol)     | Севастополь        | 44°53′28″ пн. ш. 87°18′1″ зх. д. / 44.89111° пн. ш. 87.30028° зх. д.    |
| Севастопол, Індіана (Sevastopol)       | Севастополь        | 41°7′45″ пн. ш. 86°1′8″ зх. д. / 41.12917° пн. ш. 86.01889° зх. д.      |
| Себастопол, Каліфорнія (Sebastopol)    | Севастополь        | 38°23′57″ пн. ш. 122°49′37″ зх. д. / 38.39917° пн. ш. 122.82694° зх. д. |
| Себастопол, Міссісіпі (Sebastopol)     | Севастополь        | 32°34′22″ пн. ш. 89°20′10″ зх. д. / 32.57278° пн. ш. 89.33611° зх. д.   |

## Туркменістан
| Населений пункт                          | Зв'язок з Україною | Координати                                                           |
| ---------------------------------------- | ------------------ | -------------------------------------------------------------------- |
| Полтавський, Марийський велаят (Полтава) | Полтава            | 35°16′9″ пн. ш. 62°18′27″ сх. д. / 35.26917° пн. ш. 62.30750° сх. д. |

## Франція

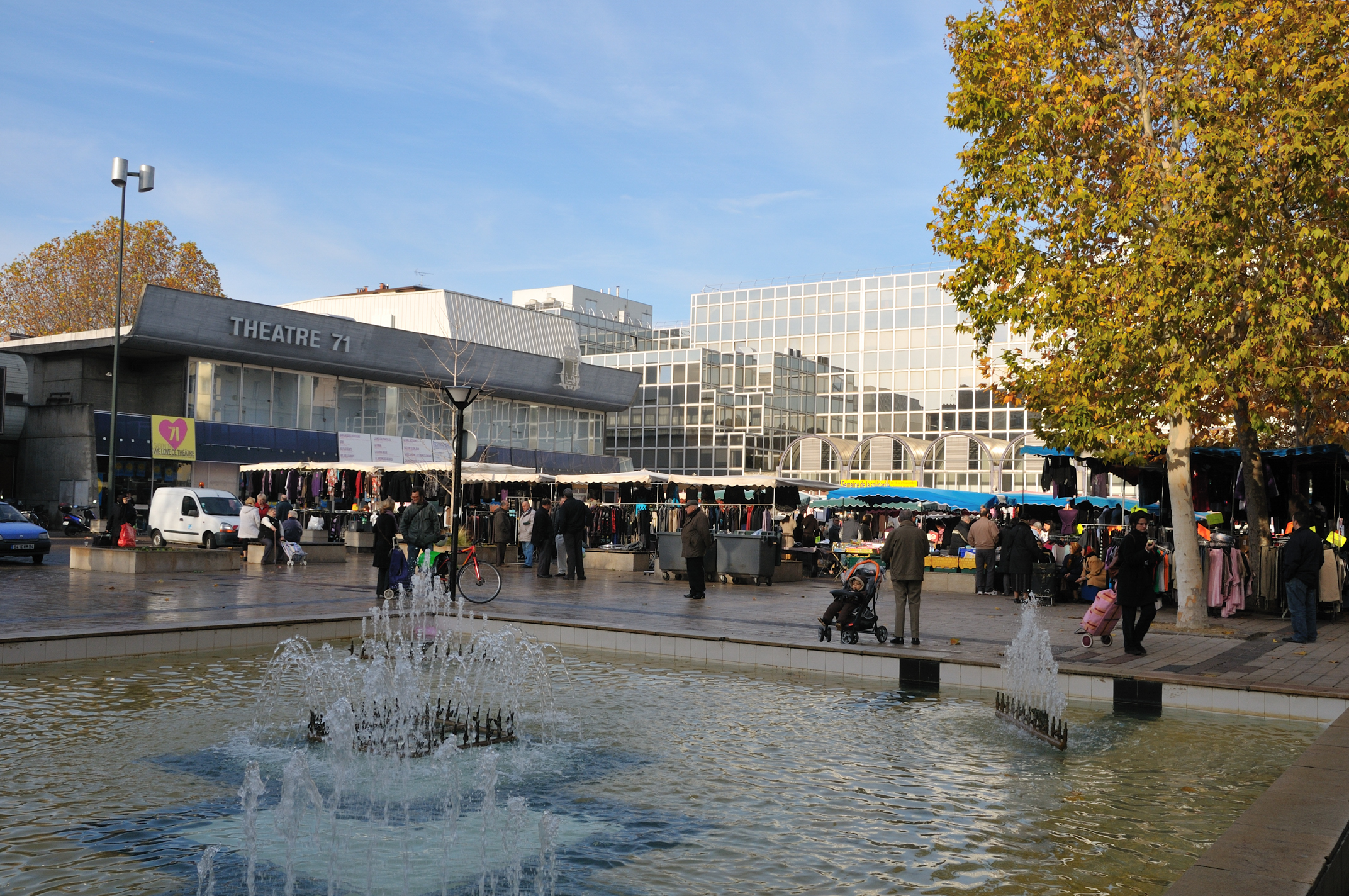
Центр міста Малакофф

| Населений пункт     | Зв'язок з Україною | Координати                                                                   |
| ------------------- | ------------------ | ---------------------------------------------------------------------------- |
| Малакофф (Malakoff) | Малахів курган     | 48°49′0.84″ пн. ш. 2°17′39.84″ сх. д. / 48.8169000° пн. ш. 2.2944000° сх. д. |

## Ямайка
| Населений пункт | Зв'язок з Україною | Координати                                                                      |
| --------------- | ------------------ | ------------------------------------------------------------------------------- |
| Балаклава       | Балаклава          | 18°10′13.96″ пн. ш. 77°38′54.11″ зх. д. / 18.1705444° пн. ш. 77.6483639° зх. д. |